# ル・マン24時間レース
ル・マン24時間レース（ル・マンにじゅうよじかんレース、仏: 24 Heures du Mans ）は、フランスのル・マン近郊で行われる四輪耐久レースである。24時間でのサーキット周回数を競う。
主催はフランス西部自動車クラブ（ACO）で世界耐久選手権（WEC）の1戦でもある。ル・マン24時間耐久レースと記されることもある。

## 概要

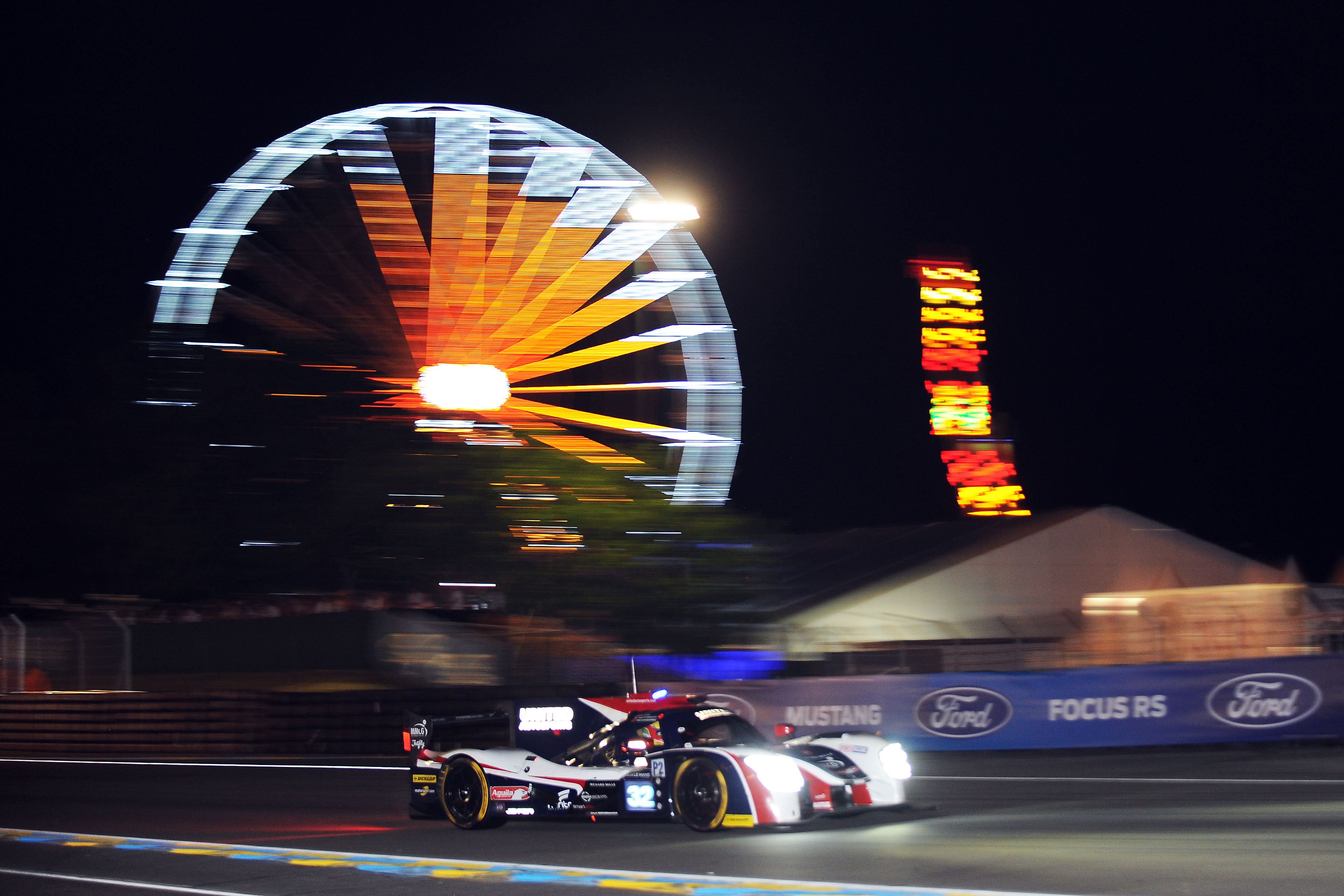
2017年大会

1923年に「ラッジウィットワース杯24時間耐久グランプリ（Grand Prix d'Endurance de 24 Heures "Coupes Rudge-Whitworth"）」として初開催された歴史あるレースのひとつで、フォーミュラ1のモナコグランプリとアメリカのインディ500と並び「世界三大レース（英: Triple Crown of Motorsport）」と呼ばれる。またデイトナ24時間レース、スパ・フランコルシャン24時間レースとともに「世界三大耐久レース」とも呼ばれる。そのため、世界中の耐久レースに大きな影響を与えており、ル・マン・シリーズ（LMS）や世界耐久選手権（WEC）の車両規定はル・マンのものに準じている。他の長時間レースと同様に、車両やその周辺環境に対する新技術は、まずレースに導入されてから一般車両等へ展開されることが多い。24時間走行、変化する天候、30回以上の給油、同一コースを300周以上走行した際の距離は約5000kmとなるなど過酷な条件の下、過去に発生した事故を教訓として安全性を向上させている。このように、技術革新の最先端を担うレースとなっている。
これまでにレースが中止されたのは、フランス自動車工業界のストライキの影響による1936年と、第二次世界大戦と戦後のフランスの疲弊と混乱による1940年から1948年にかけての間だけである。スポーツカーレースに参戦するマニュファクチャラー（自動車メーカー）と、レーシングチームにとって、ル・マンでの勝利は非常に名誉なものとされており、各チームが最重要レースとして入念な準備をして臨む。

## 開催方式

### サーキット

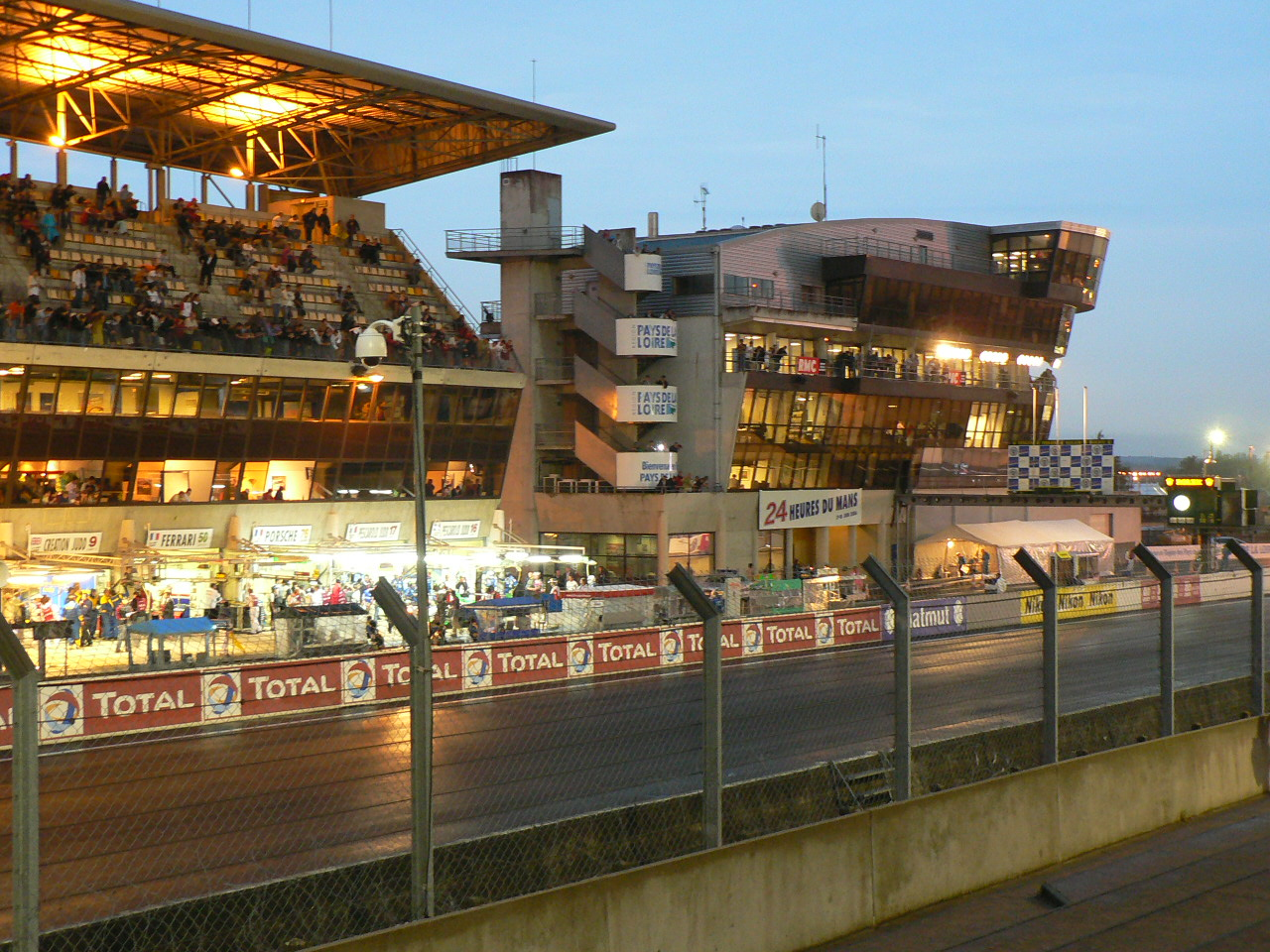
ル・マン24時間が開催されるサルト・サーキットのピット

競技はフランス中部にあるル・マン市のル・マン24時間サーキット（Le circuit des 24 heures du Mans）と呼ばれる全長13kmを超える周回コースで行われる。その2/3は普段は一般道で、レースウィーク中のみ閉鎖される。スタートおよびゴール地点とその周辺は競技専用のブガッティ・サーキットの一部を使用する。なお、オートバイの24時間レースはブガッティ・サーキットのフルコースで行われる。
各コーナーには「テルトル・ルージュ」、「ミュルサンヌ」、「ポルシェカーブ」、「フォードシケイン」などの、レース業界で著名な名称がついている。サルト・サーキットの名物といえば全長6kmに及ぶロングストレート「ユノディエール」であったが、マシンの進歩により1988年には最高速が405km/hに達するなどしたため、危険性を低減させるべく1990年に2箇所のシケインが設けられた。

### 出場資格
参加するだけでも名誉なことであり世界各国の自動車メーカーやレーシングチームからのエントリーが殺到することから、FIA 世界耐久選手権 (WEC) の1戦に加えられている現在は、主催者であるフランス西部自動車クラブ（ACO）がWECのシーズンエントリーをベースに追加のエントリーを選考し、招待状を送付する。
審査は前年大会の優勝者、FIA 世界耐久選手権（WEC）への参戦履歴、ACOの車両規定を採用するスポーツカー選手権（ヨーロピアン・ル・マン・シリーズ、アジアン・ル・マン・シリーズ、ウェザーテック・スポーツカー選手権）における成績などから判断する。自動招待制度もあり、前述の各種スポーツカー選手権の成績上位チームやドライバーは自動的にエントリー権を得る事が可能。
また、最大参加台数の55台に加えて、2012年より近未来の自動車技術に挑戦する車両に対してガレージ56という賞典外の特別枠が用意されている。2016年は病で四肢を失ったドライバーが選ばれた。
かつては多すぎるエントリー希望者を振るい落とすため、テストデーで予備予選が行われた時期もある。また、ル・マンに的を絞って特別に開発したマシンで、ルマンに合わせエントリーしようとするマニュファクチャラーがいたため、国際自動車連盟（FIA）がル・マンを含めた世界スポーツプロトタイプカー選手権（WSPC）全戦への参加を義務付けたこともある。

### スケジュール

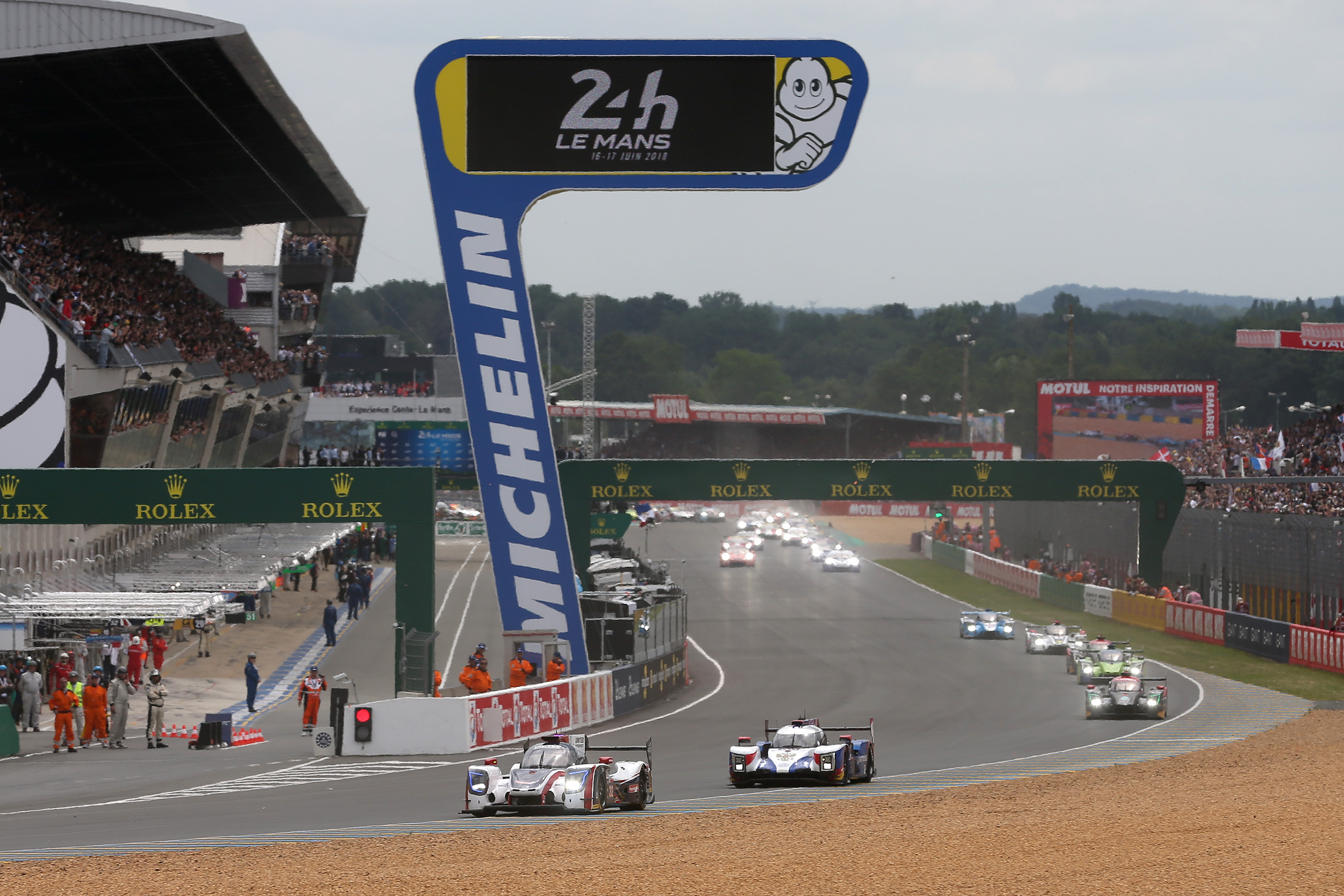
ル・マン24時間のスタート（2018年）

毎年6月に、1年の内で最も昼の長い夏至の頃に開催される。6月上旬にはサーキットの一般公道部分を閉鎖してテストデーが行われる。
レースウィークは日・月曜日にル・マン旧市街地のリパブリック広場で一般公開の公式車検を行い、水曜日にフリー走行と公式予選1回目、木曜日に公式予選2・3回目を行う。レース中に夜間走行があるため予選も深夜近い時間帯に行われるが、初夏のル・マンは日の入りが22時頃と遅い。日没後には気温が下がり、タイムアタックに適した時間帯となる。金曜日はル・マン市内でドライバーズパレードを行う。
土曜日の午前中にウォームアップ走行を行い、午後3時にスタートフラッグが振られレース開始となる。例年、主催者のフランス西部自動車クラブ（ACO）がスタートフラッグを振る人物を選ぶ。日没後に日曜日を迎え、午前6時に日の出、午後3時に栄光のチェッカーフラッグを受ける。

### ル・マン式スタート

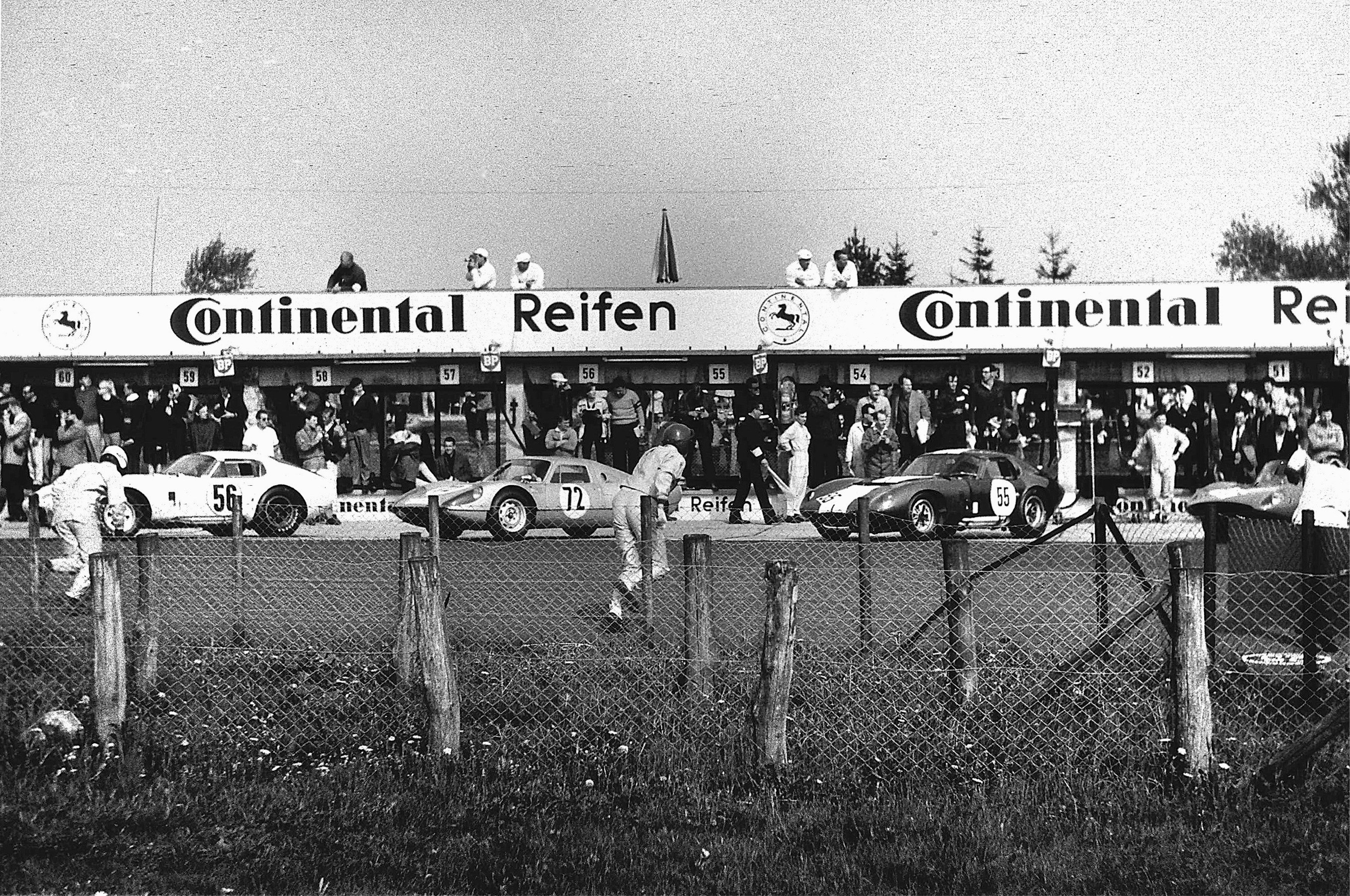
ル・マン式スタート（1965年）

1925年大会より用いられたスタート方式は、コース幅の片側に競技車を配置し、ドライバーが車両の反対側からコースを渡るよう駆け寄って乗車する。
「ル・マン式スタート」と呼ばれて他のレースでも採用されたが、シートベルトをきちんと締めないままスタートするドライバーが続出するなど危険であり事故も多く、「初代ミスター・ルマン」ことジャッキー・イクスは身をもって抗議の意を表明した。
1971年は通常のグリッド式スタンディングスタートを採用し、1972年以降は耐久レースでは一般的なローリングスタートを採用している。
現行のWECになってからは、フォーメーションラップ前のセレモニー時に、ル・マン式スタートのように車をコースに対して斜めに並べるという形で擬似的に再現している。

### オフィシャルカー
ペースカーはその年度にEU圏内で新発売された車輌が採用される。第1回レースが開催されてから65年目となる1999年には、自国フランスの自動車ではなく、その年デビューしたばかりのベントレー・アルナージが起用された。1923年、第1回目のレースが国際レース化を謳いながら殆ど自国の車で占められていたものの、イギリスからエントリーした2台のベントレーとベルギーの"エクセルシオール"によって辛うじて国際レースとして開催できたことに対する感謝を忘れることなく形にしたものとして注目された。
日本車では、日産がエントリーしていた1990年に日産・フェアレディZ 300ZX、同じく日産がエントリーしていた1997年に日産・スカイラインGT-R（BCNR33）が採用された。

### 賞典外の表彰
本レースは100年以上の歴史を持つこともあり、過去に本レースで活躍した、またはレース運営に多大な貢献をした人物を称える表彰が複数設けられている。
グランド・マーシャル
過去に同レースで活躍したドライバーから毎年1名が選ばれ、決勝レース開始時にセーフティカーに乗り込み、レース参戦車両のフォーメーションラップを先導する。過去の受賞者にはジャッキー・イクス（2018年）、ハーレイ・ヘイウッド（2019年）、エマニュエル・ピロ（2020年）、デレック・ベル（2021年）、ジェラール・ラルース（2022年）、トム・クリステンセン（2023年）、中嶋一貴（2024年）、ヤニック・ダルマス（2025年）らがいる。
スピリット・オブ・ル・マン・トロフィー
2001年創設。ドライバーに限らず、ル・マン24時間のレース運営に多大な貢献をした人物に与えられる。グランド・マーシャルとは異なり、同一年に複数名が受賞することもある。過去の主な受賞者としては寺田陽次郎（2006年）、林義正（2011年）、デビッド・リチャーズ（2017年）、豊田章男（2023年）らがいる。

## コース全長の変遷
- A （1923年 - ）17.262 km - 現テルトルルージュ付近に向かわず、ル・マン市内中心部まで行き引き返すコースだった。
- B （1929年 - ）16.340 km
- C （1932年 - ）13.492 km - テルトルルージュ→ユノディエールへと続く現コースの原型になった。
- D （1956年 - ）13.461 km - 1955年の大事故を受けピット前ストレートのスタンドを後退させた。
- E （1968年 - ）13.469 km
- F （1972年 - ）13.640 km
- G （1979年 - ）13.626 km
- H （1986年）13.528 km - ミュルサンヌコーナーの交差点が十字からロータリーに変更されたため、ロータリーを避ける専用コースでショートカットしている。
- I （1987年 - ）13.535 km - ダンロップコーナー前にシケインが設置された。
- J （1990年 - ）13.600 km - ユノディエールに2か所のシケインが設置された。
- K （1997年 - ）13.605 km - ダンロップシケインのレイアウトを変更した。
- L （2002年 - ）13.650 km - ダンロップブリッジ下からS字までレイアウトを変更した。
- M （2006年）13.650 km - ダンロップシケイン付近を改修した。
- N （2007年 - ）13.629 km - テルトルルージュ付近を改修した。
- O （2018年 - ）13.626 km - ポルシェカーブ付近を改修した。

## 優勝車/優勝者

### メーカー別勝利数
- 1位. 19回 - ポルシェ
- 2位. 13回 - アウディ
- 3位. 12回 - フェラーリ
- 4位. 7回 - ジャガー
- 5位. 6回 - ベントレー
- 6位. 5回 - トヨタ
- 7位. 4回 - アルファロメオ
- 7位. 4回 - フォード
- 9位. 3回 - マトラ
- 9位. 3回 - プジョー
- 11位.2回 - ブガッティ

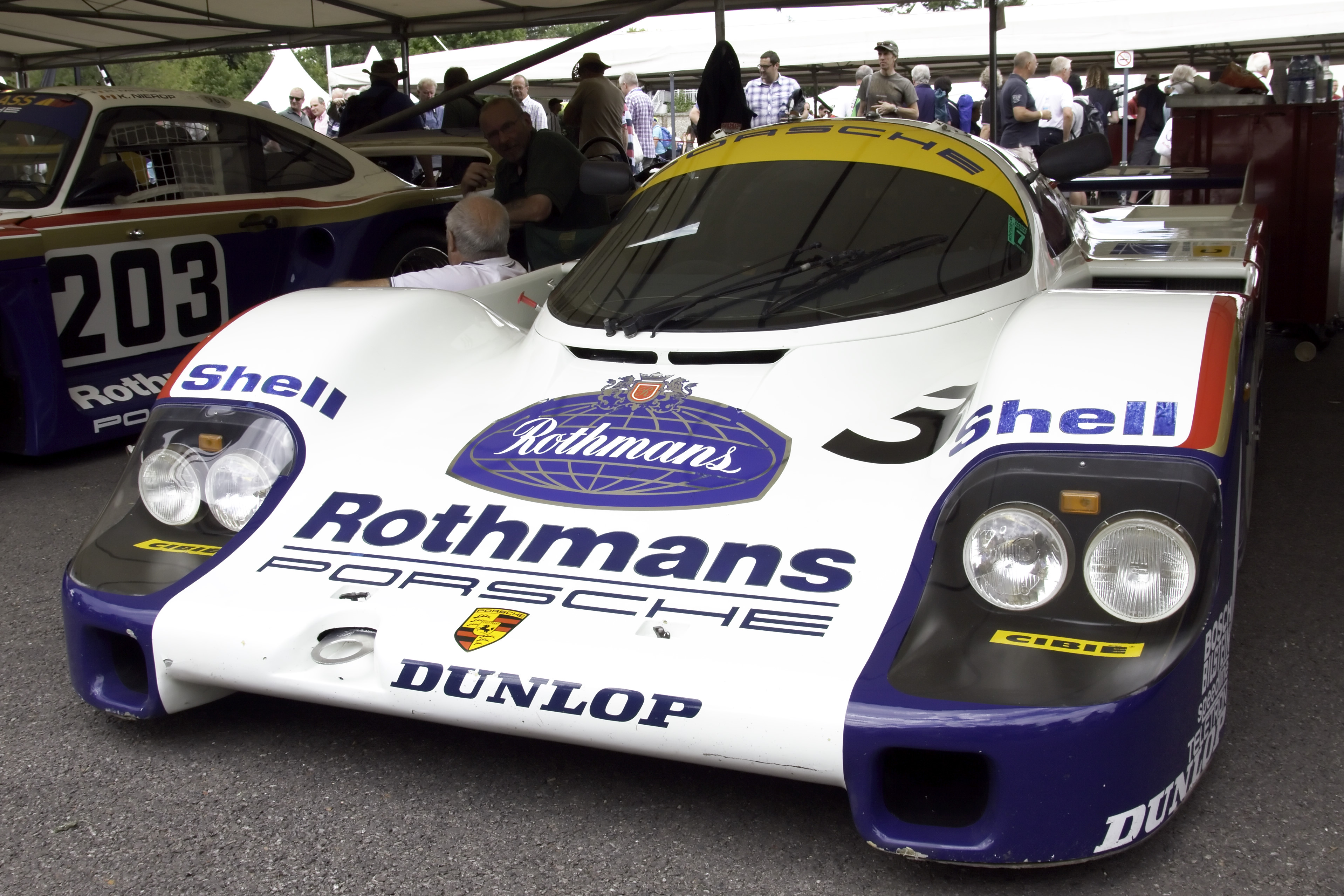
ポルシェ・956（1983年）

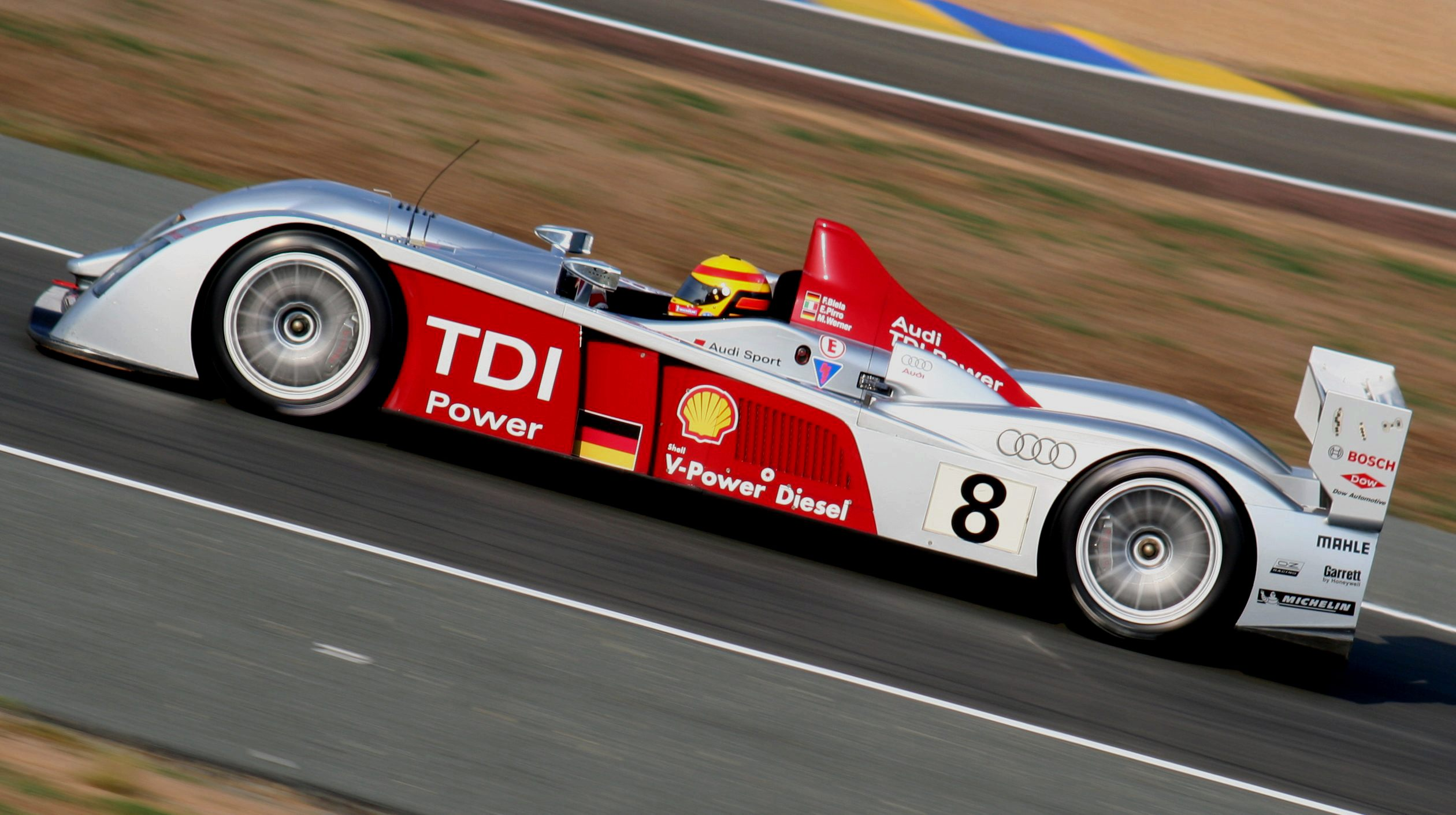
アウディ・R10 TDI（2006年）

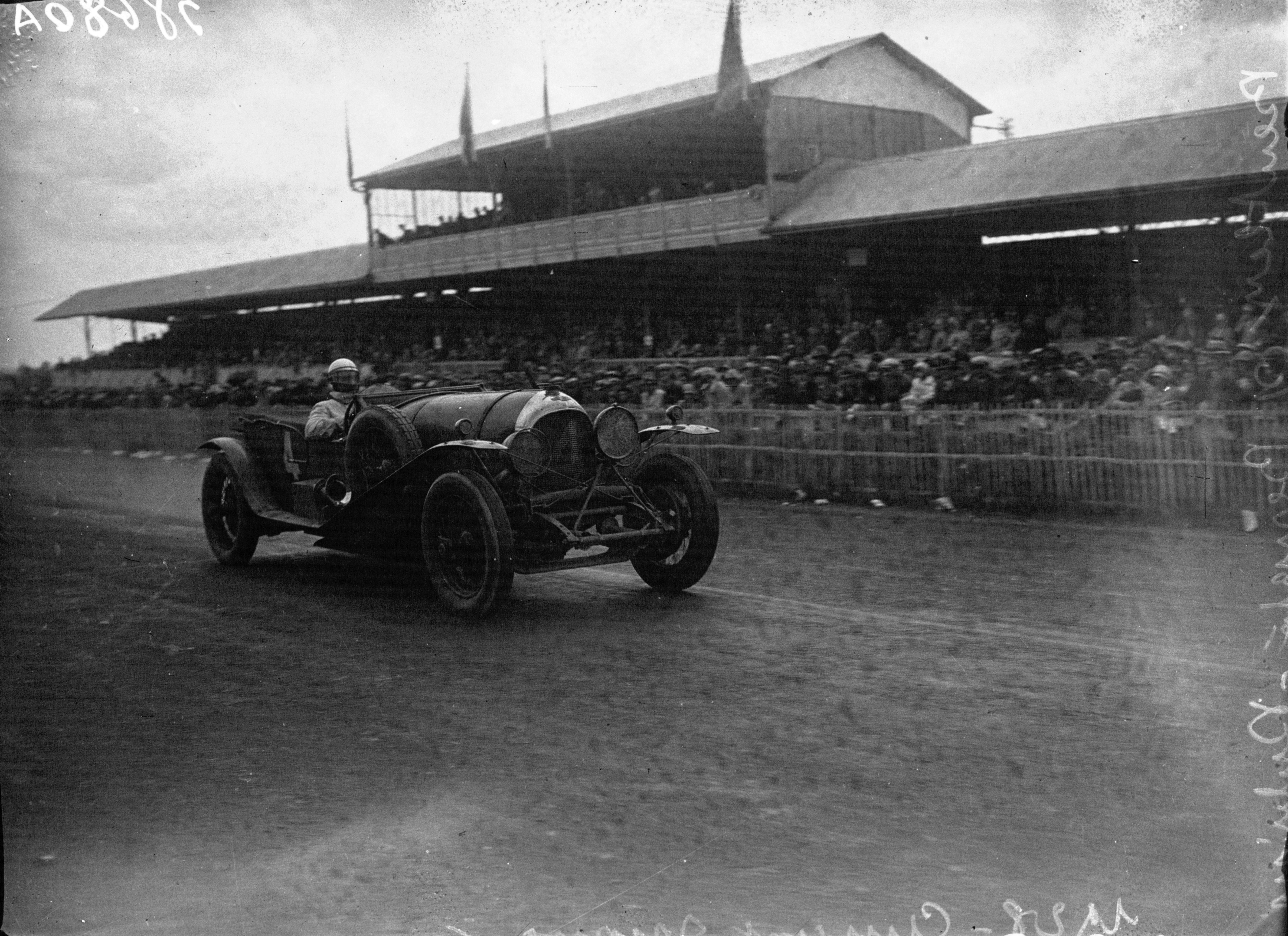
ベントレー・4½リットル（1928年）

- 11位.2回 - ロレーヌ・ディートリッシュ（英語版）
- 11位.2回 - メルセデス・ベンツ
- 14位.1回 - シュナール・エ・ワルケル（英語版）
- 14位.1回 - ラゴンダ
- 14位.1回 - ドライエ
- 14位.1回 - タルボ
- 14位.1回 - アストンマーティン
- 14位.1回 - ミラージュ
- 14位.1回 - ルノー
- 14位.1回 - ロンドー
- 14位.1回 - マツダ
- 14位.1回 - マクラーレン
- 14位.1回 - BMW

## 特筆的な出来事

### ドライバー交代なしで24時間に挑戦
ピエール・ルヴェーは1952年にタルボ＝ラーゴで出走し、23時間に渡ってステアリングを握りトップを走り続けたが、疲労のためギアを入れ間違えてエンジンを壊しリタイアとなった。現在は危険防止のためレギュレーションが変更されており、このような長時間連続運転はできない。
ルヴェーのリタイアにより優勝を果たしたメルセデス・ベンツのチーム監督であったアルフレート・ノイバウアーは、その後ルヴェーをメルセデスのチームへ招聘している（後述）。

### 1955年の事故

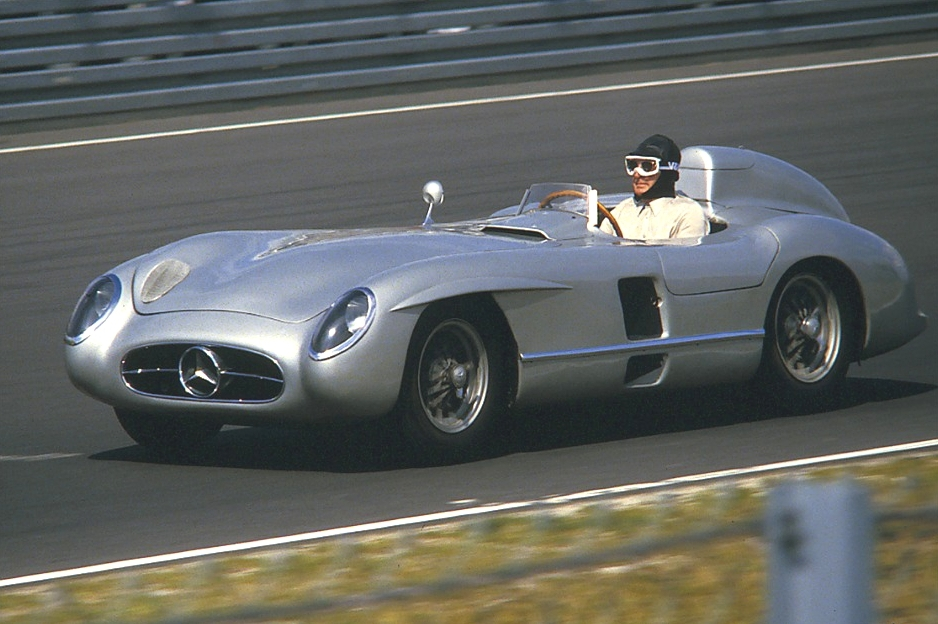
メルセデス・ベンツ・300 SLR（同型車）

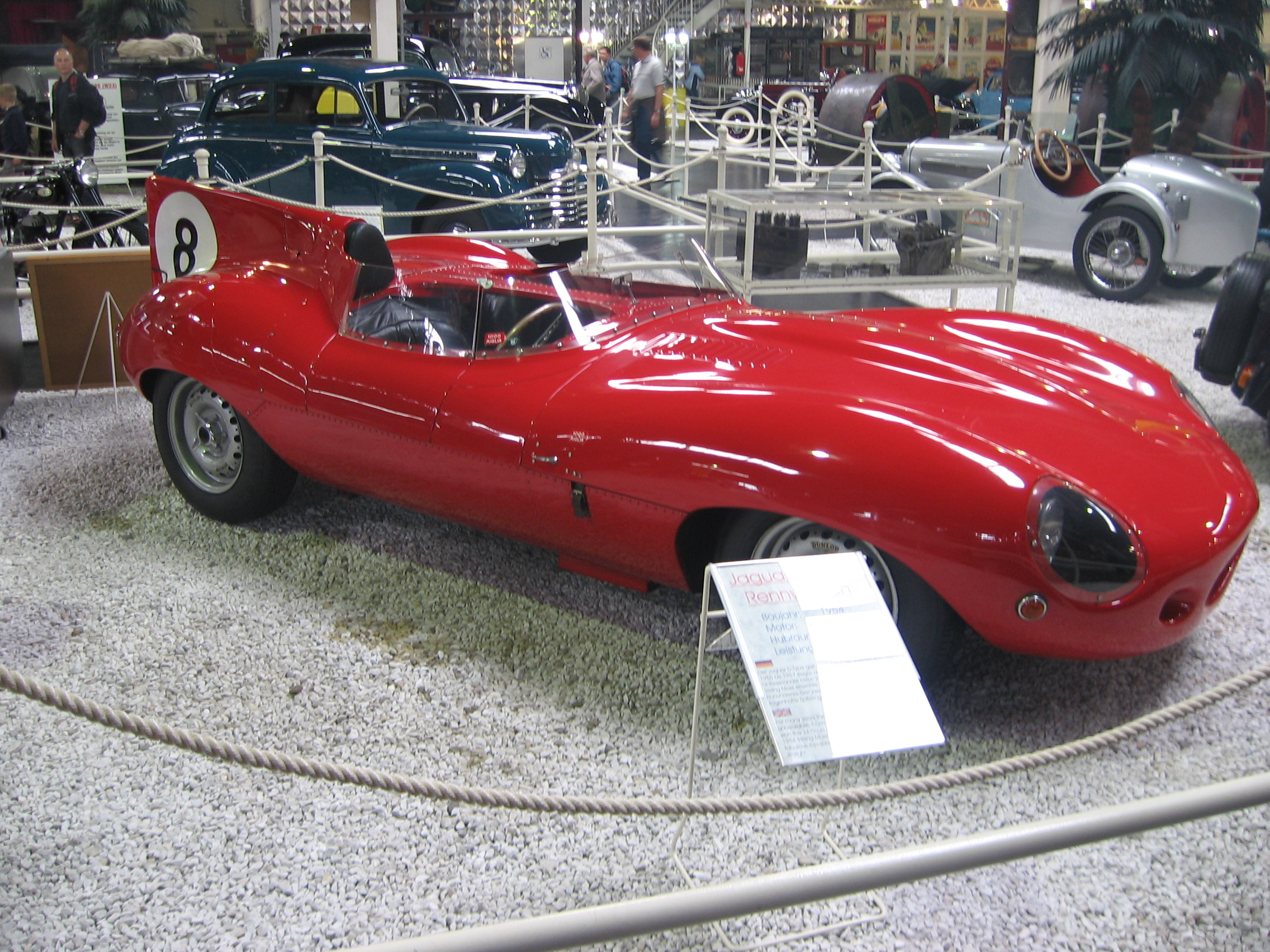
ジャガー・Dタイプ（同型車）

1955年6月11日18時28分、トップを走っていたジャガーのマイク・ホーソーンが周回遅れのオースチン・ヒーレーを抜いた直後に急減速してピットイン。後続のオースチン・ヒーレーのドライバー、ランス・マクリンが追突を避けようと進路変更したところへ、メルセデス・ベンツを運転するピエール・ルヴェーが避けきれずに衝突し乗り上げ、空中へ飛び上がった。
ルヴェーのメルセデスはグランドスタンド側壁に衝突し、車体は分解して炎上。衝撃でエンジンとサスペンションがそのままの勢いで観客席に飛び込み、観客、スタッフ、そしてルヴェーも含めて死者86人、負傷者200人という大事故となった。当時のサーキットにはピットとコースを遮るピットウォールが存在せず、またピットロードも存在していなかった。これはサルト・サーキットも同様で、ピット前での接触事故は高頻度で起きていたとされる。
なお、レースは事故後も続行された。「たとえどんな惨事が起きようとも、戦い続けるのがスポーツのルールである」ということが理由であったほか、レースを中断すると帰路についた観客がサーキットの周りや周辺道路を塞ぎ、救急車が動けなくなるといった事態を防ぐための主催者側の判断によるものであった。優勝者は皮肉にも、大惨事の発端となったホーソーンであった。
この事故の映像は、映画『グレート・ドライバー（原題"Fangio"）』等で観ることができる。また、ルヴェーのチームメイトで当時彼の後方を走行し、コクピットからその一部始終を目撃していたファン・マヌエル・ファンジオは、この映画の中で「ホーソーンのピットインが物議を醸したが、ピット手前360 mからの減速でルール上問題はなかった。マクリンがホーソーンを左側から追い越し、さらに別の1台（カール・クリングのメルセデス）がコース左側からピットに向かって進路を右に変えた結果、ルヴェーが行き場を失い悲劇を招いた。自分は奇跡的に無傷で現場を通過出来たが、背後は地獄だった」と述べ、いわゆるレーシングアクシデント（特定のドライバーの責任に帰しないレース中のアクシデント）であったことを模型を用いて解説している。なお、事故後の調査でファンジオのメルセデスの車体にホーソーンのジャガーの塗装がこびり付いていたことでごくわずかに接触していたことが判明し、ファンジオが突然ピットインしたホーソーンのマシンを辛うじて回避できたことを証明している。
メルセデス・チームはトップを走行していたが、事故発生から7時間半後、全マシンを呼び戻して棄権した。そして事故の一部始終を目の当たりにしたファンジオはその多大な精神的ショックから、それ以来生涯ル・マンに姿を見せることはなかった。事故の10分後には大破したマシンの残骸をメルセデスのスタッフが必死になって回収していたことが確認され、これに関して後に「ニトロメタンなど特殊な添加剤を用いていたのではないか」と（事故の原因とは関係ない）レギュレーション違反を疑う声があったが、これについてファンジオは「あんな素晴らしい車にそんなものいらないよ」と笑い飛ばし、アルトゥル・ケザーは「燃料噴射システムの秘密を知られないため」という趣旨の発言をしている。
「モータースポーツの安全性」という点に大きな疑問を投げかけたこの事故の影響は非常に大きく、後に開かれる予定だったスペインと西ドイツのグランプリレースは中止、フランスとイタリアでも政府の許可が出るまでモータースポーツは開催されず、スイスに至ってはモータースポーツそのものが禁止されるなど、全世界に大きな影響を残した。F1も例外ではなく、1955年は主催者がキャンセルするなどして3戦も中止になっているが、その後のモータースポーツ全体での安全性向上の礎にもなっている。
この事故の詳細を記した書籍として『死のレース 1955年 ルマン』が存在する。事故から20年後、当事者の1人であるランス・マクリンが著者に電話で初めて明かした事実の他に、写真や関係者の証言を含めた事故の詳細、当事者であるマクリン、ホーソーン、ジャガーそれぞれの人物像やレース後の動向が著されている。
メルセデス自体も、1985年のル・マン24時間レースにザウバー・C8にて復帰するまで、30年にわたってモータースポーツ界から姿を消すこととなった。復帰後の1999年にも、この年に投入したばかりのCLRが3度にわたって宙を舞う事態に見舞われ、「1955年の悪夢再び」と騒がれた。これを受けてメルセデスは再びル・マンから撤退し、2023年現在も参戦していない。
マクリンは後年、モータースポーツの世界を離れてカーディーラー経営者となったが、2002年にこの世を去っている。

### フェラーリとフォード

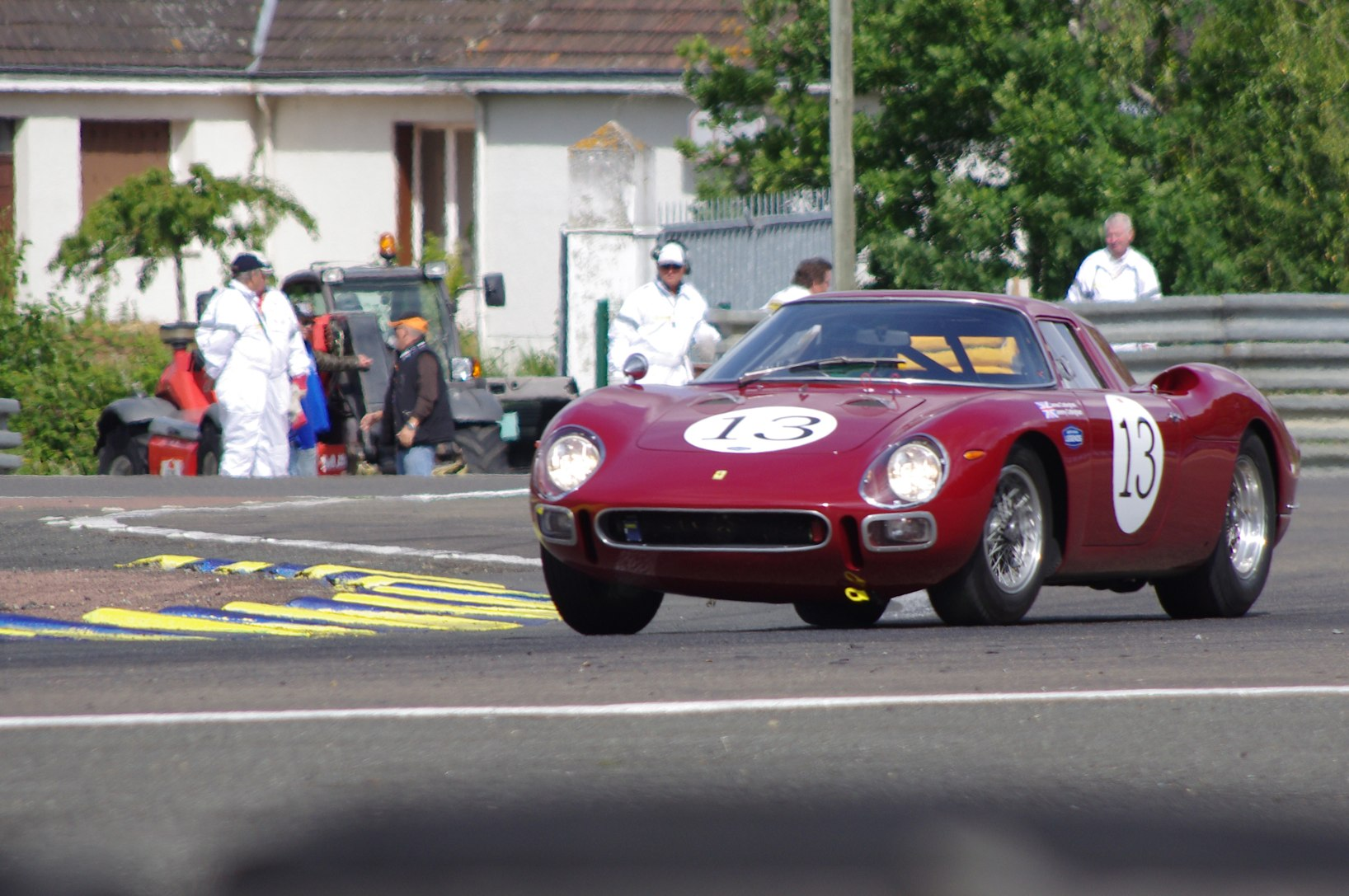
フェラーリ・250LM（1965年）

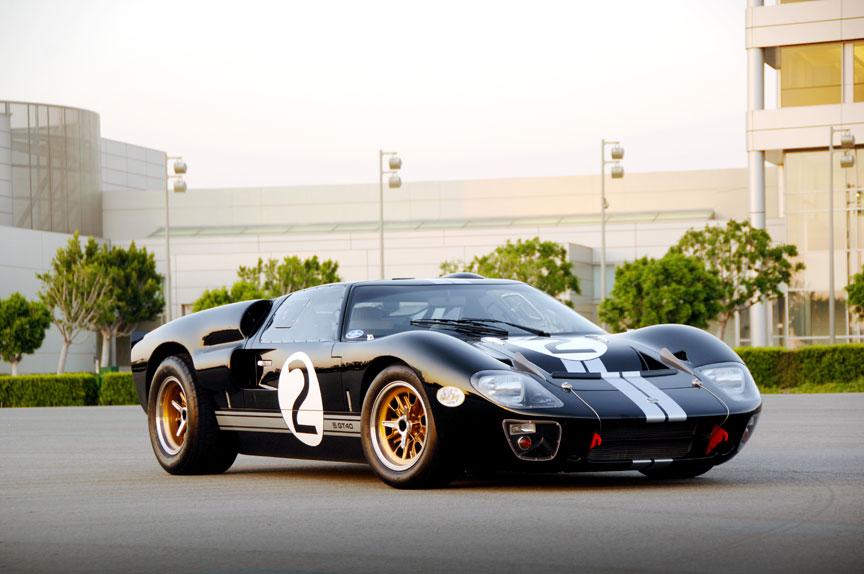
フォード・GT40Mk2（1966年）

1960年から1963年にかけてル・マン24時間レースを4連覇するなど、1960年代初頭のスポーツカーレースで最強の座に君臨していたフェラーリは、モータースポーツへの過剰投資や、当時イタリア北部で勢力を増していたイタリア共産党などの左翼政党が後援した労使紛争とそれがもたらしたストライキ、さらには創業者エンツォ・フェラーリの妻のラウラによる現場への介入によって、1961年11月にはカルロ・キティら主要メンバーによるクーデターが勃発し、キティやジオット・ビッザリーニら役員8名が去るなどの事件が起きたことも影響し、経営が苦境に陥った。
その後、1963年にはスポーツカーレースでの活躍を望んでいたヘンリー・フォード2世率いるフォード・モーターに買収されることになり、マラネッロの本社で契約の直前まで漕ぎつけた。しかし、金銭面で最終的に折り合わなかったこと、さらにはモータースポーツ部門を引き続き統括したかったエンツォの判断により、急遽白紙撤回された。この背景には、フェラーリを他国の企業に渡したくなかったフィアット・グループのトップ、ジャンニ・アニェッリの意向も影響していたといわれる。
これに怒ったヘンリー・フォード2世は、フェラーリを破ることを目指して、当時「モータースポーツ史上最高額」とも言われるほどの多額の投資をしてGT40を開発し、アメリカ国内外の選手権で経験を積みつつ、1964年にル・マン24時間レースに参戦した。しかし、マウロ・フォルギエーリがル・マン向けに開発したフェラーリ・250LM/275Pに対して、ノウハウがないフォードは苦戦し連敗を喫した。
フォードではキャロル・シェルビー率いるシェルビー・アメリカンの助けを借りてマシンを改良し、さらにフィル・ヒルやボブ・ボンデュラント、マリオ・アンドレッティやデイビット・ホッブス、ダン・ガーニーなどの経験豊富なドライバーを擁して6台もの大量エントリーをすることで1966年に初優勝を飾った。その後はフェラーリがF1に集中したこともあって、以降数年間のル・マンはフォードが連勝することになる。
現在、フェラーリはLM-GTEに参戦するプライベートチームへのマシンの提供という形でル・マンに関わっている一方、フォードはLM-GTEにワークスとして復帰していたものの、2019年で撤退した。

### 映画俳優の参戦

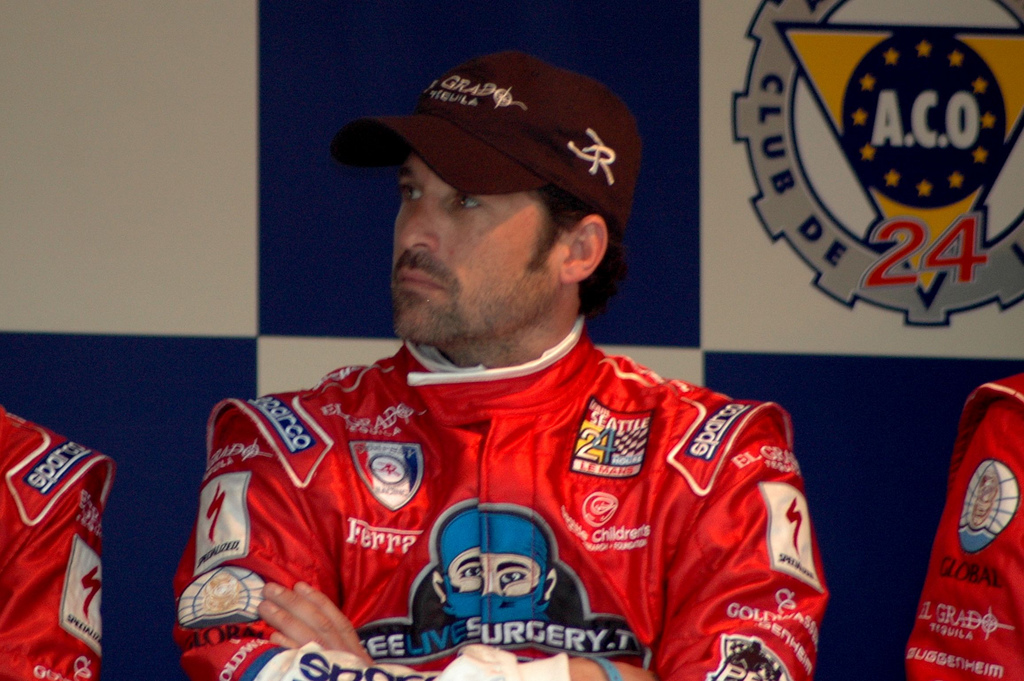
パトリック・デンプシー（2009年）

- 映画｢栄光のル・マン｣で主演を務めたスティーヴ・マックイーンは、1970年のセブリング12時間レースで2位に入賞するなどレーシングドライバーとしても活躍しており、同映画でも代役を立てず実際にマシンを走らせていた。その後正式レースに出場を希望したが、周囲からの猛反対に遭って止むなく断念せざるを得なくなり、彼は生涯それを悔しがっていたという。その後、2002年大会に息子のチャド・マックイーンが参戦を目指したが、予選、決勝への出走はならなかった。
- ポール・ニューマンが1979年2位となったが、レース中からずっとパパラッチがしつこく付いてくることに嫌気が差し、それ以降エントリーすることはなかった。
- 近藤真彦は1994年に初出場し、1995年はNISMO（日産自動車）からワークスチームドライバーとして参戦し、雨で荒れた展開となったレースで総合10位で完走。2002年には監督兼ドライバーとして自らのチームで参戦し、2003年には総合13位で完走を果たした。
- パトリック・デンプシーは2009年に初出場し、2013年は自らのチームで出場しLMGTE-Amクラス3位を走行し表彰台に手が届きそうだったが、惜しくも4位に終わった。2015年は、LMGTE-Amクラス2位に入賞し念願の初表彰台を獲得した。さらに富士スピードウェイで行われたFIA世界耐久選手権最終戦でクラス優勝している。

### ユノディエールとその分割

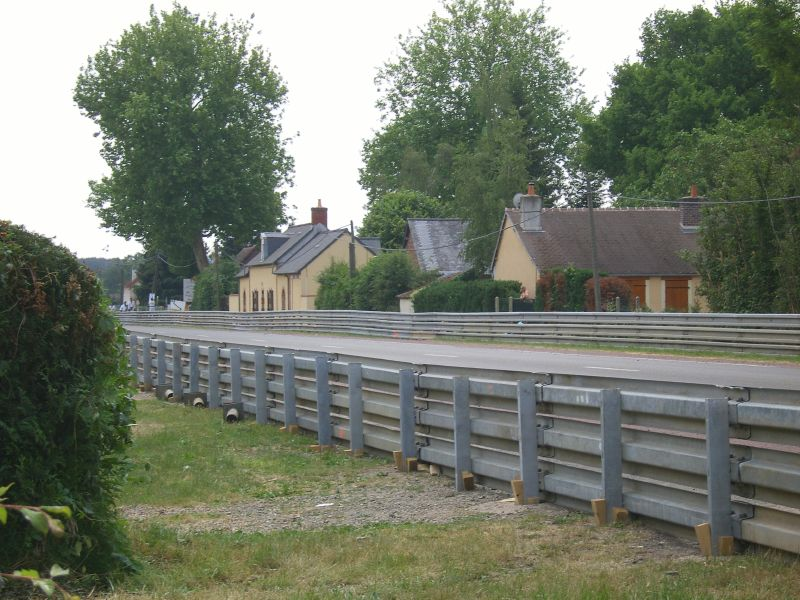
ユノディエール

ユノディエールは6kmに及ぶ直線であり、300 km/hで走っても1分以上かかった。最高速度が400 km/hに近づくにつれて54秒ほどで走り切るマシンが登場したが、非常に長い時間アクセルを全開にして猛烈なスピードで駆け抜けることになり、特に夜間は自車のヘッドライトだけが頼りとなる。
日本チームとして最初に参戦したシグマ・オートモーティブ（後のサード）の監督を務めた加藤眞は、ユノディエールを走るマシンを見て「マシンが悲鳴を上げているように思え、日本人ドライバーには事前に見せない方が無難ではないか」という印象を持った。
WM・セカテバ・プジョーは、成績よりもこのユノディエールの直線における最高速度記録に注力し、1988年にP88で405 km/hの公式記録を残している。しかし、実際には計測されていないだけで400 km/hを越えたマシンは数多くあったといわれており、1989年にはメルセデス・ベンツのザウバー・C9が決勝走行中に400 km/hを記録した。
国際自動車スポーツ連盟（FISA、後の国際自動車連盟）は、安全性の観点から2 km以上の直線を認めない旨のルールを作成し、ユノディエールを分割するよう圧力をかけた。フランス西部自動車クラブは「これこそがル・マンの特徴である」と主張し、1989年は世界スポーツプロトタイプカー選手権（英: World Sports Prototype Championship, WSPC）から外れて対抗したが、FISAは命令に従わなければ国際格式レースとして認めない旨を通告した。そのままではフランス国外からの参加ができなくなるため、急遽ユノディエールにシケインを2か所挿入するコース改修がなされたが、工事の完成は1990年のレース直前となり、2か月前にFISAのコース査察を受けなければならなかったため、1990年もWSPCからは外れることとなった。

## 各国自動車メーカーの活動

### フランス
地元でもあり第一回の1923年にシェナール&ウォルカーが総合優勝したのを含め初期には有力であった。
ロレーヌ・ディートリッシュ
1925年、1926年と連覇している。
ブガッティ
1937年、1939年と総合優勝している。
ドライエ
1938年総合優勝している。
DB/ボネ/マートラ
DBは戦後最初に開催された1949年から1961年までの長年休みなしで参戦し、性能指数賞を1954年、1956年、1959年、1960年、1961年と獲得している。オトモビル・ルネ・ボネ体制になってからも1963年まで継続して参戦した。この頃は総合優勝を狙える力はなかったが、さらにその後はマトラ体制になり1966年から参戦、1972年には総合優勝、その後1973年、1974年と三連覇した。
タルボ
1950年総合優勝している。なお下記のプジョーで1992年から1993年にかけて優勝したレースチーム名は、プジョー・タルボ・スポールである。
アルピーヌ・ルノー
1978年総合優勝している。
ロンドー
地元に育ったジャン・ロンドーは、自分の名前を冠したマシンでルマンに優勝するという夢を1980年に果たした。
プジョー
1992年、1993年、2009年に総合優勝した。

### イギリス
ベントレー
当初より参戦し、1924年第2回大会でフランス以外の外国車として初優勝。富裕層出身のドライバーたちは「ベントレー・ボーイズ」と呼ばれた。1927年から1930年まで4連勝し、黎明期に非常に大きな足跡を残した。2001年にはアウディグループ傘下でル・マンへ復帰し、2003年にスピード8が73年ぶりの総合優勝を果たした。
ジャガー
先駆的なメカニズムを持つCタイプで1951年、1953年に勝利しDタイプで1955年から1957年まで3連勝。またトム・ウォーキンショーと組んで1988年、1990年に総合優勝している。
ロータス
1954年、創始者コーリン・チャップマン自らマーク9で参戦し、失格となったもののその速さは国際的にロータスの名が知られるきっかけとなった。参戦2回目の1956年にはイレブンで1,100ccクラス優勝、総合7位入賞を果たした。1962年にロータス・23を3台持ち込んだが、フロントとリアのホイールボルト数が違うことから車検不通過となり、手直しして再車検に臨むがその改造が危険であると指摘されて決勝に出場できず、これをきっかけにワークスは出場を取りやめた。1997年にエリーゼGT1で参戦。2013年にはLMP2クラスにT128（開発はコデワ）を投入した。
その他
- アストンマーティンが1959年に、ガルフ・ミラージュが1975年に、総合優勝している。
- マクラーレン・カーズ（現マクラーレン・オートモーティブ）が開発し、当時行われていたGT選手権で出走していたマクラーレン・F1 GTRが1995年のル・マン24時間レースに同レース初出走し、そのまま総合優勝している。
- ウィリアムズF1はドイツのBMWと共同開発したBMW・V12 LMRで1999年に総合優勝を果たしている。

### イタリア
アルファロメオ
8Cで1931年から1934年まで4連覇した。
フェラーリ
創業間もない1949年に初優勝。その後、1954年、1958年で勝利。1960年から1965年まで6連覇とル・マンの盟主に君臨していたが、1966年フォードの物量作戦に敗れた。1973年に撤退した。1994年からプロトタイプクラスに333SPを、GT1クラスにF40を投入したが過去の様なワークスとしての参加ではなかった。2023年には50年ぶりにル・マン24時間レースのトップカテゴリー(LMH)に復帰し、ワークスマシンとなる「499P」を投入。ここまでル・マンを5連覇していたトヨタをLMHクラス参戦初年度にもかかわらず打ち破り、ル・マン100周年の節目かつ復帰初年度で総合優勝を飾った。
ランチア
1982年にグループ6のLC1で参戦したが、ポルシェ・956の前に惨敗に終わった。1983年からグループCのLC2にて参戦し、特にポルシェワークスが欠場した1984年は注目を集めたが、この時もヨースト・レーシングに惨敗した。

### ドイツ
ポルシェ
- 1951年、いまだフランスでドイツに対する風当たりが強い中、競技長であるシャルル・ファルーの招聘によりポルシェ・356で参加し、これがドイツ車の戦後初の国際レースへの参加となった。長らく908、910等中排気量車によるクラス優勝を続けた後、ポルシェ・917を開発して1970年に初の総合優勝を果たした。その後は1971年、1976年、1977年、1979年、1981年から1987年まで7年連続総合優勝し、耐久王の名を馳せた。
- 1994年はダウアー・ポルシェ、1996年と1997年は1984年と1985年にも組んだヨースト・レーシング、1998年はTWRポルシェと連名で優勝した。ワークスチームとしての参加は1998年の優勝以降はしばらく遠のく。
- 2014年よりLMP1マシンでル・マンへ復帰。翌2015年のレースで17年ぶり17度目の優勝、2016年はトヨタとトップ争いを繰り広げたが、最後の最後でトヨタを逆転して18度目の優勝を飾った。2017年はLMP1の全車がトラブルに見舞われた影響で、終盤の時点でもLMP2の車両が総合首位につけていたが、一度は優勝争いから脱落した2号車（ティモ・ベルンハルト／アール・バンバー／ブレンドン・ハートレイ組）が残り1時間で逆転し19度目の優勝を飾った。その1か月後、ポルシェはFIA 世界耐久選手権から2017年シーズン限りで撤退することを発表した。

メルセデス・ベンツ
1952年に総合優勝するなど強豪であったが、1955年の大事故で撤退し、その後長らくモータースポーツ自体に参加しない時期が続いた。1985年からザウバーがメルセデス・ベンツのエンジンを使用し、1988年からワークス参戦となり、1989年には総合優勝を果たしている。
1955年は大惨事、1988年はタイヤバースト、1999年はCLRが3度宙を舞うアクシデントによって、3度もレース撤退の決断を強いられ、「西暦下2桁ぞろ目のジンクス」が囁かれた。
BMW
- 1995年に優勝したマクラーレン・F1-GTRには、BMWモータースポーツ（BMW M）GmbH製でBMW・8シリーズ#M8のS70/2型というコードがつけられたエンジンが搭載されていた。6.1LV型12気筒DOHC48バルブで、ミッドシップにマウントされている。
- 1999年にはル・マン24時間レース参戦用にBMWとウィリアムズがプロトタイプレーシングカーBMW・V12 LMRを共同開発。このマシンで同年、BMWとしては初のル・マン総合優勝を飾った。同年に開発していたフライホイール式KERSはその後、ポルシェ・911 GT3 Rハイブリッドや、2012年に総合優勝したアウディが投入したR18 e-tron クワトロにも提供していた。

アウディ
- 1999年に初出場で3位入賞。その後、21世紀に入ると圧倒的なペースで優勝を重ねる一方で、参戦初年度からの様々な記録を更新し続けていることから「ル・マンの鉄人メーカー」の異名が付いている。
- R8を開発し2000年から2002年、荒聖治に日本人2人目のル・マン優勝をもたらした2004年、そして2005年に総合優勝を達成。
- 翌2006年に投入したアウディ・R10 TDIは、ル・マン史上初のディーゼルエンジン搭載車による総合優勝に加え、2007年、2008年と2度目の3連覇、合わせて2004年から2008年まで5連覇を達成した。
- 2010年には総走行距離の最長記録を更新して総合優勝し、2011年に10勝目を挙げた。2012年にはアウディ・R18 e-tron クアトロが初のハイブリッドシステム搭載車として総合優勝を達成した。
- 2016年限りでル・マンを含むWEC及びプロトタイプレース活動からの撤退を表明。同時に達成した参戦初年度から撤退までの18年間全てに及ぶル・マンの連続表彰台入賞記録は史上初かつ前人未到の最長記録となった。

### アメリカ
カニンガム
カルフォルニアの大富豪ブリッグス・カニンガムが自分の財産をつぎ込んでキャデラックのレーシングバージョンを製作し、1950年代に参戦していた。
シャパラル
テキサスの石油王ジム・ホールが個人の資産で作った自動車研究所で空力特性の良い車両を独自の方針に従って開発し、ゼネラルモーターズからエンジンやトランスミッションの支援を受けて参戦した。
フォード
1963年にシェルビー・アメリカンがACカーズとエド・ヒューガスからコブラで参戦し、スターリング・モスがマネージャーを務めるACカーズが総合7位に入賞し、これをフォードが評価してGTプロジェクトに繋がった。フォードはフェラーリ買収に失敗し、フォード・GTを投入した1965年のル・マンでも惨敗、最終的にシェルビー・アメリカンの協力を得て大量にエントリーし1966年に勝利、これがアメリカ車初の勝利となった。フォードは1969年まで4連覇し撤退した。
パノス
シボレー

### スイス
- ザウバー・モータースポーツ・AGが上記の通り1989年にザウバー・メルセデスとしてザウバー・C9で総合優勝した。

### 日本

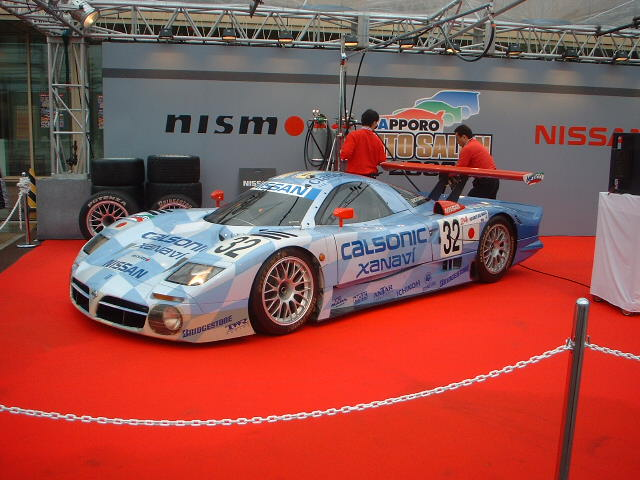
日産・R390

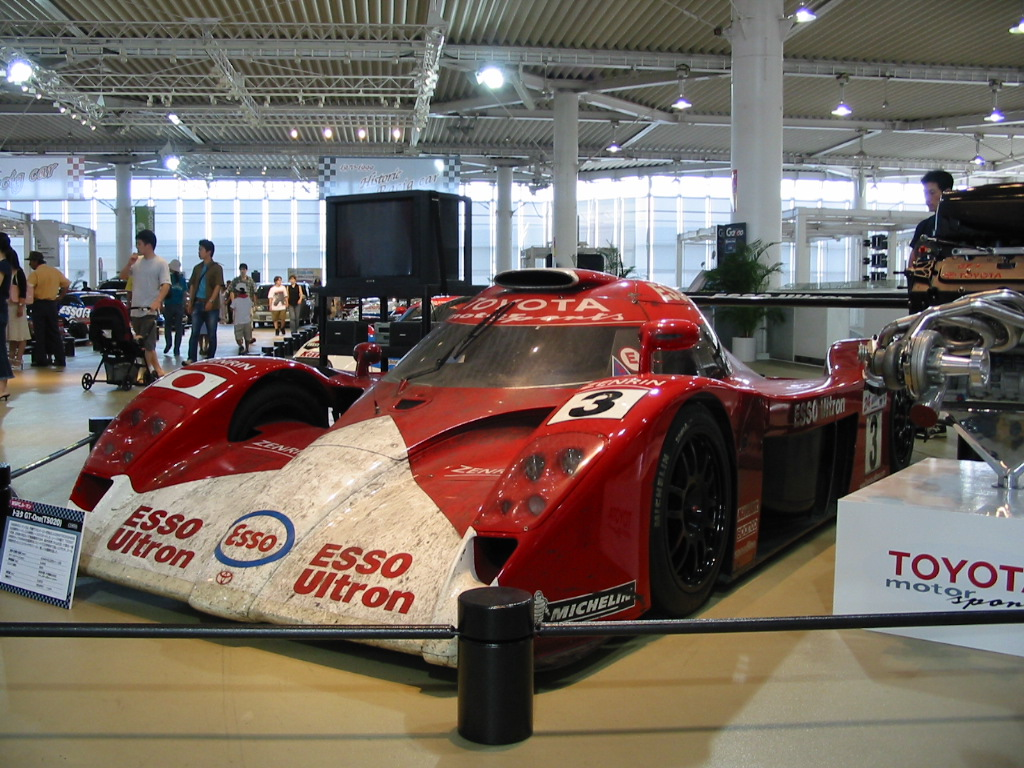
トヨタ・GT-One TS020（1999年）

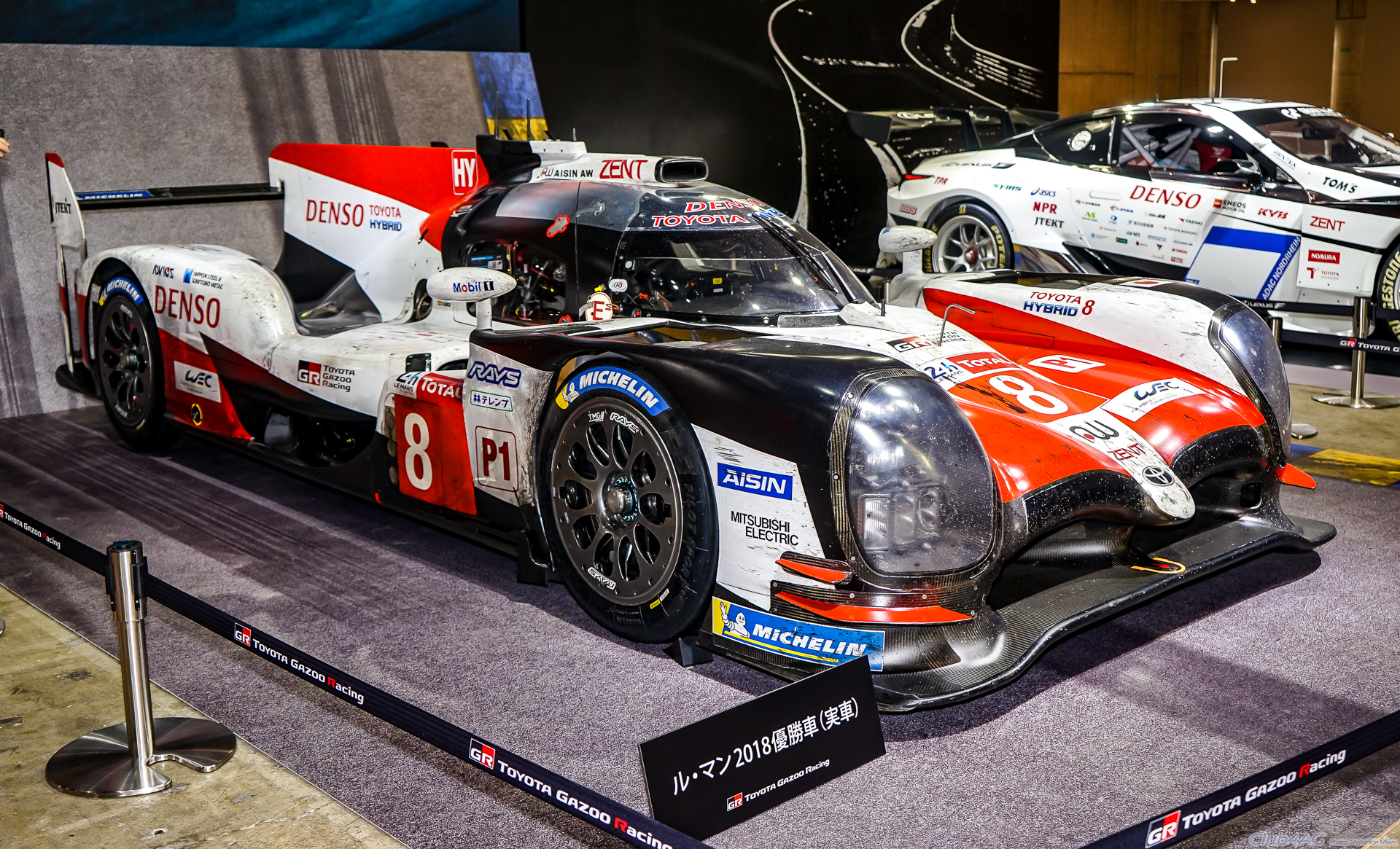
トヨタ・TS050 HYBRID 8号車
（東京オートサロン2019にて）

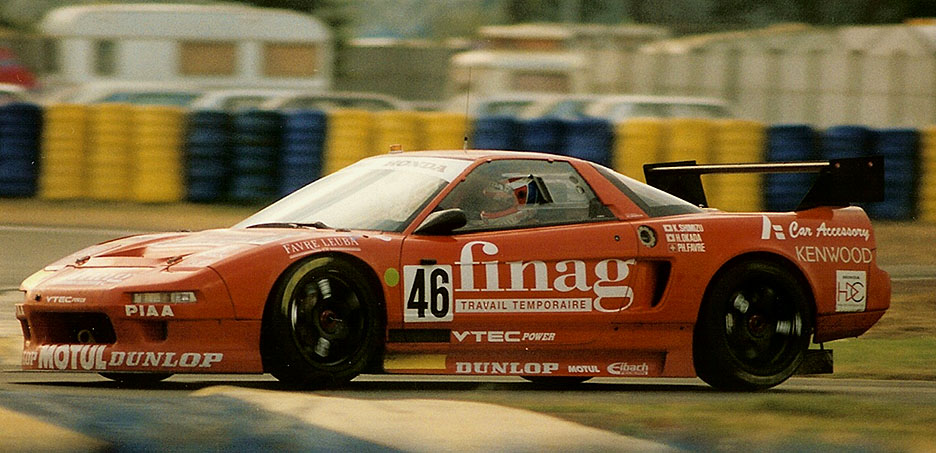
NSXル・マンレーサー

ル・マンに初めて日本の自動車メーカーのエンジンが登場したのは、フランス、イギリス、イタリア、ドイツ、アメリカなどの先進国の主要自動車生産国としては最も遅い1970年である。マシンはリーバイス・レーシングが、シェブロンB16に、マツダ製10A型、ロータリーエンジンを搭載したものだった。
1970年代は、排気ガス規制対策やオイルショックによって自動車メーカーのレース活動が停滞しており、シグマオートモーティブや童夢などのプライベーターたちの地道な活動からル・マンへの挑戦が始まった。
1980年代以降はマツダや日産自動車、トヨタ自動車、本田技研工業などがワークス・準ワークスチームで参戦し、1991年にマツダが初の総合優勝を果たした。しかしマツダは1992年に撤退した。
2012年よりトヨタが再挑戦。2018年には、ついにトヨタ・ガズー・レーシングの中嶋一貴が日本チーム、日本車というオールジャパンチームで総合優勝を飾った。2019年にもトヨタが2連勝し、2020年にはLMP1規定最後となる年で3連覇を果たした。2021年にはLMH規定初年度となる年でトヨタは4連覇を果たすと共に、小林可夢偉が悲願の初優勝を飾った。2022年には平川亮が初優勝を飾っている。なお（海外メーカー車を使用する）日本チームや日本人ドライバーも優勝している。

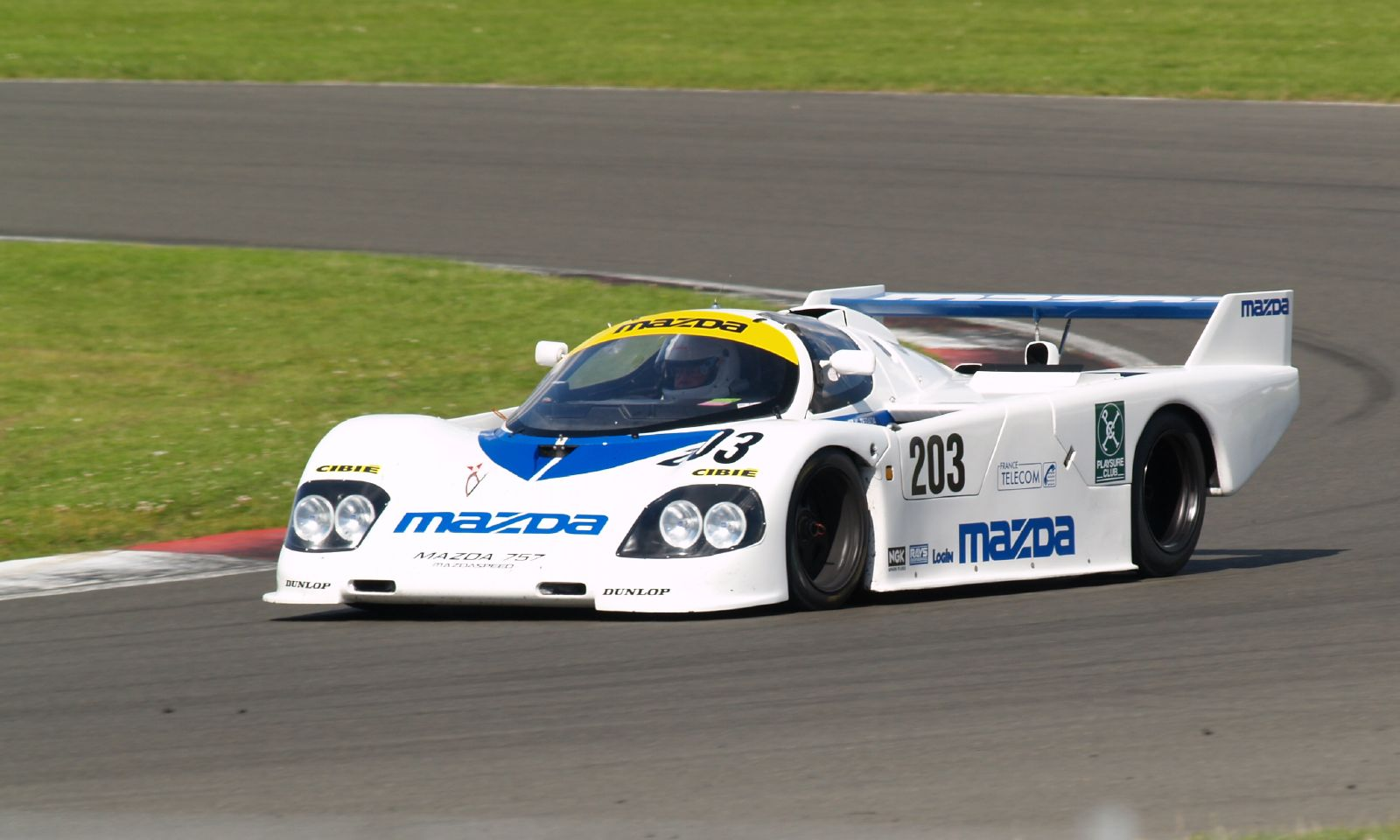
マツダ757（1988年）

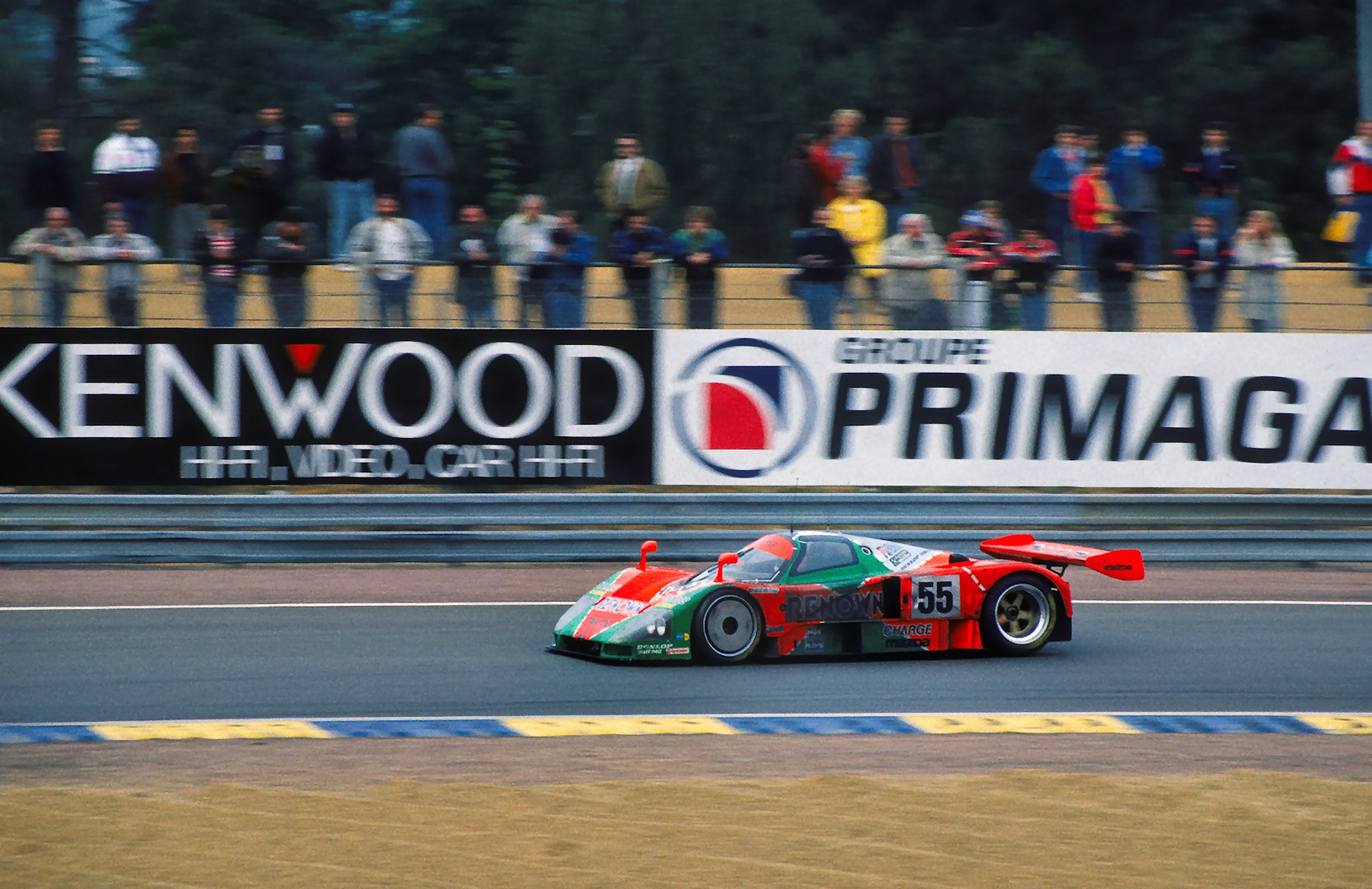
1991年に総合優勝したマツダ787B

マツダ
マツダは日本勢としては最も古く1970年代からル・マン24時間レースに参戦していた。途中1984年にはアメリカ合衆国のチームがマツダ・ロータリーエンジンを積んだBFグッドリッチマツダローラを2台エントリーし、うち1台が総合10位・C2クラスでは優勝という成績を残している。僚車であるもう一台のBFグッドリッチマツダローラは総合12位に入賞、マツダワークスとして参加した727Cの2台も完走を果たし、4台でダイヤモンドフォーメーションを組んでゴールした。
レギュレーションの変更に伴いロータリーエンジンが参加できるのは1990年までとなり、1990年のル・マン24時間レースにマツダ・787を投入したが惨敗した。しかし1990年秋、各社の新規格プロトタイプカーの準備が整わないことから翌1991年もロータリーエンジンの出場が認められることになった。
1991年、日本のメーカーとして初めて総合優勝を果たした。優勝車両はマツダ・787B、ドライバーはジョニー・ハーバート/ベルトラン・ガショー/フォルカー・ヴァイドラー。同時に参戦していた他の2台も6位と8位に入った。なおこの年はファイナルラップ中に24時間のゴールタイムを迎えたため終了前に観客がコースになだれ込んでしまい、マツダはピットロードにてチェッカーを受けることになってしまった。更にゴール時にドライブしていたジョニー・ハーバートが脱水症状を起こし、ゴール直後に医務室に搬送されたために表彰台に姿を現さない一幕もあった。
大資本をバックに大々的に参戦してきた他の日本勢と違い、ロータリーエンジンという独自の技術とともに、長い年月をかけて地道に参戦を続けてきたマツダの総合優勝は、多くの地元観客のみならず、他の参戦ワークスチームや世界中のモータースポーツファンから大きな賞賛を浴びた。
このとき優勝した55号車に施されていたレナウン・チャージカラーの塗装は、スポンサーであったレナウンの当時の社長がルマン以前のマツダの戦いを目にし「こりゃ勝つのは無理だ。じゃあとにかく目立て」と指示を出し、レナウンの社内デザイナーが布地のアーガイル柄をベースに考案したものである。
この年を最後に事実上ロータリー車が締め出されるため、当初1991年をもってレースから撤退する予定であったが、優勝したために急遽レシプロエンジンの車両であるマツダ・MX-R01を開発し、1992年にディフェンディングチャンピオンとして参戦、総合4位に入賞するが、マツダの業績悪化に伴い、この年を最後に撤退した。
その後、レギュレーション改正によりロータリーエンジンが解禁されると1994年にモータースポーツ部門であるマツダスピードがRX-7GTO（FC3S）で単独参戦、久々にル・マンにロータリーサウンドを復活させ、その後はマツダスピードや寺田陽次郎率いるオートエクゼなどによってロータリーエンジン搭載マシンがル・マンを走っているが、その後撤退を余儀なくされている。

日産
日産の初参加は1986年、ニスモからのエントリーである。前年WEC-JAPANを制覇したR85VとR86Vの2台体制。R85Vが16位で完走した。
2年目以降（R87E、R88C）は苦戦するが、参戦4年目の1989年、ローラと共同開発のR89Cで、日本車として初めてトップ争いに加わるが、3車ともリタイヤに終わった。
翌1990年には、ニッサン・モータースポーツ・ヨーロッパ（NME）からエントリーしたR90CKが日本車初のポールポジションを獲得するも、決勝ではリタイア。日本（ニスモ）からエントリーしたR90CPが予選3位、決勝5位と健闘した。
その後しばらく参戦を休止するが、1995年にGTR-LMロードゴーイングバージョンベースのニスモGT-R-LMで復帰。1997年からは本格的GT-1マシンである日産・R390で参戦した。1998年には星野一義、鈴木亜久里、影山正彦のドライブするR390が総合3位に入賞し、純日本人ドライバーチームが初めて表彰台に上がった。この年は日産から4台がエントリーしたが、すべて10位以内で完走した。翌1999年にも日産・R391で参戦するがリタイヤ。翌2000年にもニスモがR391によるル・マン参戦を計画していたが、この頃日産のCEOに就任したカルロス・ゴーンの判断により撤退を余儀なくされている。
2015年には日産・GT-R LM NISMOで参戦したが、全車が未完走またはリタイアと言う結果に終わった。その後再度の撤退を余儀なくされている。

トヨタ
トヨタが「ワークス」として参戦するようになったのは1987年からで、トヨタ・チーム・トムスからのエントリーである。翌1988年には88Cが12位で完走している。1990年には90C-Vが6位に入賞。1年の参戦中断の後1992年TS010で復帰したが、雨の中のレースでプジョーに破れ、結局総合2位にとどまった。
1994年にはサードからトヨタ94C-Vが参戦し、シフトリンケージが壊れあと一歩のところで総合優勝を逃し、総合2位、クラス優勝となった。
久々の復帰となった1998年はトヨタ・チーム・ヨーロッパ（TTE）を通じて出走したTS020が圧倒的な速さを見せたが、終了30分前にリタイア。また1999年には片山右京、土屋圭市、鈴木利男組が1998年仕様と同型の3号車での出場ながらトップに迫る快走を見せたが、タイヤバーストに見舞われ総合2位に終わった。トヨタは2002年からのF1参戦に集中するため同年限りで参戦を休止した。
なお先述のTTEの前身はラリーチームであったオベ・アンダーソンモータースポーツであり、のちのトヨタF1の実働部隊であるトヨタ・モータースポーツ（TMG）の母体となった組織である。ル・マン参戦前はWRCにトヨタ・セリカGT-Fourやトヨタ・カローラWRCなどで参戦し、選手権を制覇している。
2012年にはハイブリッドカーのTS030 HYBRIDで13年振りにル・マン復帰。2台で参戦し予選で3位になり、決勝でもトップ争いを繰り広げたものの、1台は周回遅れの車と絡んでクラッシュ、残る1台もトラブルでリタイアした。2013年には、決勝で2位に入賞。新モデルのTS040 HYBRIDで臨んだ2014年では、予選で7号車の中嶋一貴が日本人初のポールポジションを獲得、中嶋は本選途中リタイアだったがもう1台の8号車が決勝では3位に入賞した。2015年も参戦したもののライバルにスタートから終始圧倒され続けてしまい、完走したものの2台とも表彰台に昇ることはできなかった。2016年はマシンをTS050 HYBRIDへ変更し、ポルシェと最後まで競り合い初の総合優勝がほぼ確実と思われた終盤残り3分、トップを走っていた5号車がマシントラブルによりストップしポルシェに逆転を許した。なお残った6号車が2位でチェッカーを受けている。
2018年はTS050 HYBRID 8号車のセバスチャン・ブエミ、中嶋一貴、フェルナンド・アロンソ組が悲願の初優勝を飾った。8号車はポールポジションからスタートを切り、ポールトゥーウィンの快挙を果たした。2位にもTS050 HYBRID 7号車のマイク・コンウェイ、小林可夢偉、ホセ・マリア・ロペス組が入った。途中7号車の小林がピットインのタイミングを忘れ一時燃料に懸念が生じセーフティモード走行で意図的にスローダウンせざるを得なかったなど人為的ミスはあったものの、8号車と7号車は最前列スタートから一度もトップ2を譲らないレース運びで、ル・マン24時間レース完全制覇を果たした。日本人が運転する日本車が優勝したのは史上初。
2019年、途中トップを快走していた7号車がパンクし失速した。その他もトラブルに見舞われる過酷なレースになったが、中嶋一貴とフェルナンド・アロンソらの8号車が優勝、小林可夢偉らの7号車が2位に入り2年連続のワンツーフィニッシュを飾った。
2020年は新型コロナウイルスの影響で無観客開催となった中、セバスチャン・ブエミ、中嶋一貴、ブレンドン・ハートレイ組の8号車が3連覇を果たした。
2021年は2年ぶりに有観客開催となり、新規定のLMH車両・GR010 HYBRIDを投入。序盤の接触やトラブルに苦戦しつつも着実なレース運びでワンツーフィニッシュを飾りトヨタとして4連覇を果たした。また、7号車のマイク・コンウェイ、小林可夢偉、ホセ・マリア・ロペス組が初優勝を飾り、セバスチャン・ブエミ、中嶋一貴、ブレンドン・ハートレイの8号車が2位となった。

ホンダ
1994年からホンダもNSX GTにより参戦を始めた。初年度はクレマーレーシングとのタイアップにより3台が参戦し、数多くのトラブルに見舞われ下位に沈むも、全車完走を果たした。
2年目の1995年はTCPエンジニアリングが製作したGT1を3台（ターボ車両2台及びNA車両1台）、GT2を2台（チーム国光及び中嶋企画）エントリーさせたが、GT1ターボ車両と中嶋企画とがアクシデントにより予備予選を通過できなかった。ターボ車の一台に至っては、原因不明のトラブルでコースに出ることすらできずに予備予選落ちとなった。後に分解して調査した結果、カウルが電気系統のハーネスを挟み込んでいたために起きた断線が原因であることが判明している。中嶋企画はタイムアタックがうまく行かず好タイムを出せないでいたところに、ピットアウト時にオフィシャルが突然マシンの前に飛び出して撥ねてしまうというアクシデントに見舞われた。幸いオフィシャルは軽傷で済んだが、このためフロントウインドウを大破し、その補修に手間取るうちにタイムアタックの機会を失い、予備予選の時間が終了となってしまった。チーム側はこれを不服として嘆願書を提出して抗議したが、再度のタイムアタックは受理されず、結局決勝進出は果たせなかった（後の十勝24時間レースや鈴鹿1000kmでもチーム国光とは全く明暗が分かれることとなる）。
決勝レースでは、GT1クラスのターボ車が序盤にリタイア、NA車が深夜にクラッシュし、修復したものの義務周回数不足となり完走扱いとならなかったが、悪天候の中を果敢に攻めたノバ・エンジニアリングメンテナンスのチーム国光（高橋国光/土屋圭市/飯田章組）がGT2クラスでクラス優勝を果たした。GT1クラスのターボエンジン車はル・マンの後に鈴鹿サーキットでテストを行っているが、それ以降姿を消しており、ワークスチームであるGT1クラスの参戦はこの年限りで終了した。
1996年はGT2クラスにチーム国光1台のみが参戦したが、ライバルの進歩が上回りクラス3位に終わった。結局この年を最後に、ホンダのル・マン24時間レースへの参戦は幕を閉じている。

## 日本のプライベートチームの参戦

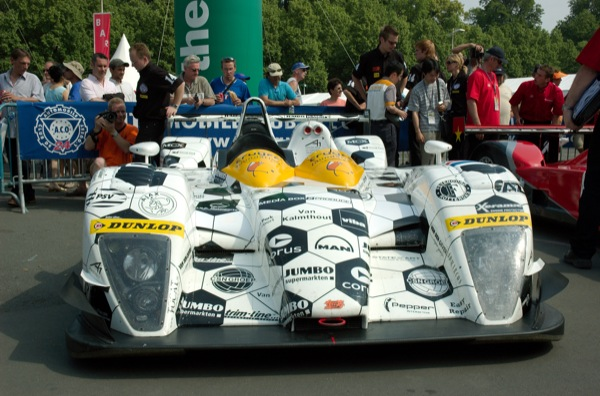
童夢・S101Hbi・ジャッド （2006年マシン）

シグマオートモーティブ
ル・マンに初めて日本のチームとマシンとドライバーが登場したのは1973年のシグマ・オートモーティブである。当初はトヨタ製エンジンを搭載する予定だったが、トヨタからエンジンの供給を受けられず、やむなくマツダ製の12Aロータリーエンジンを購入して搭載した。このため、ル・マンに出場したMC73はリアウイングに「TOYOTA」のスポンサーが描かれていながら、マツダのエンジンを搭載した異色のマシンであった。シグマMC73は元々富士グランチャンピオンレース用のマシンで耐久性に問題があり、クラッチトラブルにより79周目にリタイアした。
1974年はマツダオート東京と正式にジョイントし、24時間を走り切ったが、周回数不足で完走と認められなかった。マツダオート東京はエンジンのチューニングとメンテナンスを担当し、この時のル・マンへの思いがのちのマツダのル・マン挑戦のきっかけとなったと言われている。なおこのときのドライバーの一人が、長年参戦を続けたことから後に「ミスター・ル・マン」の異名を取ることになる寺田陽次郎である。
1975年はトヨタからのエンジン供給が実現し、2T-Gターボエンジンを搭載したシグマ・MC75でエントリーしたが、結果はエンジントラブルでリタイアとなった。
これを最後にル・マン挑戦をやめたが、シグマ・オートモーティブを母体に設立されたサードがその後を引き継ぎ、1990年にトヨタのワークスチームとしてル・マン再出場を果たした。1994年には旧グループCカーを貸与され出場、エディ・アーバイン/マウロ・マルティニ/ジェフ・クロスノフ組が2位表彰台を獲得している。1995年、1996年には独自開発のGTマシン・サード・MC8RとスープラLM-GTで参戦した。
童夢（1979 - 1986年）
1978年のジュネーブモーターショーで、スーパーカー「童夢-零」を発表し、その玩具ライセンス収入をきっかけに1979年のル・マン24時間レースに初挑戦した。零RLはF1用に販売されていたフォード・コスワース・DFVエンジンを搭載したが、1台がエンジントラブルで、もう1台もガス欠でリタイアした。
1980年、零RLをクローズドボディ化したRL80を1台エントリーし、最下位の25位で完走した。1981年は、前年と同じRL80で出場したが、エンジントラブルでリタイアした。
1982年、イギリスのマーチとジョイントして、フォード・コスワース・DFLエンジンを搭載した童夢RC82を製作したが、サスペンショントラブルでリタイアした。1983年、マーチとの提携は1年で解消され、前年のマシンを改良したRC82改で出場したが、マシントラブルでリタイアした。1984年、RC-83で出場するものの、予選でコースアウトしてマシンを大破し、決勝出場を辞退した。現地チームに貸与したRC82は予選を通過するも決勝はリタイヤ。
1985年、童夢・トヨタ・トムスによる提携が実現し、童夢製の車体に当時市販されていたグループB車両のトヨタ・セリカGT-TSの2,090ccエンジンをレース用に修正した4T-GT改を搭載する85C-Lで出場。決勝はトランスミッショントラブルでリタイアした。トムスがエントリーしたマシンはトムス・85C-Lと呼ばれるがほぼ同一のマシンである。1986年、前年と同様の体制で86C-Lで出場したが、冷却系統のトラブルでリタイアした。この年限りで童夢の第1期ル・マン参戦は終わった。

2001年にFIA スポーツカー選手権（FIA SCC）参戦用の車としてオープンプロトタイプカーのS101を開発すると、同車を購入したプライベーターによりル・マンに再び参戦するようになった。中でもヤン・ラマース率いるRacing for Hollandが2001年から2007年までル・マンに参戦し、2001年・2003年には予選4番手を獲得するなど、打倒アウディ・R8の有力候補として期待されていたが、決勝ではトラブルに悩まされることが多く、最高位は2003年・2004年の総合6位と、期待されたほどの成績は残せなかった。
2005年以降はル・マンのレギュレーション変更によりマシンをS101-Hb、S101.5とマイナーチェンジしてきたが、2008年には久々の新車としてクローズドプロトタイプのS102を開発しワークス参戦（総合33位）。2012年には改良型のS102.5でアンリ・ペスカロロと提携して4年ぶりに復帰した。
2015年にはLMP2クラスにS103を投入し、ストラッカ童夢の42号車としてルマンを出走したが、ミッショントラブルによりリタイアした。
マツダオート東京（1979年、1981 - 1983年）
1974年にシグマ・オートモーティブとジョイントで参戦したマツダオート東京は、1979年に自らのチームで参戦を果たした。マシンはIMSA-GTO仕様のサバンナRX7・252iであった。しかしマツダ本社のサポートを得られず、マシンのテスト不足とチーム体制の不備により結果は予選落ちとなった。
翌1980年チーム体制構築のための参戦を見合せ、1981年に再挑戦をする。この際にトム・ウォーキンショー・レーシング（TWR）と提携した。また1979年に参戦した際、食事面の配慮を欠いたため食当たりでドライバーの体調不良を招いた反省から、フランスで修行中だった料理人の脇雅世をチームの料理長に迎えた。脇は1991年まで料理長を務めることとなった。この年はRX7・253を2台をエントリーし2台とも予選通過をしたものの決勝はリタイアとなった。1982年はRX7・254を2台エントリーし、1台はエンジントラブルでリタイア、もう一台の寺田陽次郎/従野孝司/アラン・モファット組はガス欠症状に悩まされながらも14位完走。
1983年、前年に創設されたグループCのジュニアクラスに参戦し、マツダ・717を2台製作した。2台が完走を果たしグループCジュニアクラスの1位と2位となったが、もともとこのクラスの参戦が少なく評価はされていない。この年TWRの都合で提携を解消した。その後、マツダオート東京のモータースポーツ部門は独立してマツダ本社傘下のマツダスピードとなり、以後の活動はワークス・チームによるものとなった。
トムス（1980年、1985 - 1986年）
1980年、トヨタ・セリカRA40系ベースのIMSA-GTXマシンで初参戦し予選落ち。
1982年、童夢と共同で日本で初めてグループCカーを開発しWEC-JAPANに参戦。1983年以降WEC-JAPANおよび全日本耐久選手権（後の全日本スポーツプロトタイプカー耐久選手権）にフル参戦するようになった。
1985年、童夢とともにトヨタエンジンを搭載した85C-Lで5年ぶりにル・マンに参戦し12位完走。これが事実上トヨタのル・マン初参戦である。翌1986年、86C-Lで参戦するが完走できなかった。1987年以降はトヨタ・チーム・トムス（TTT）として、トヨタワークスとしての活動になった。

### その他の日本のチーム、ドライバー

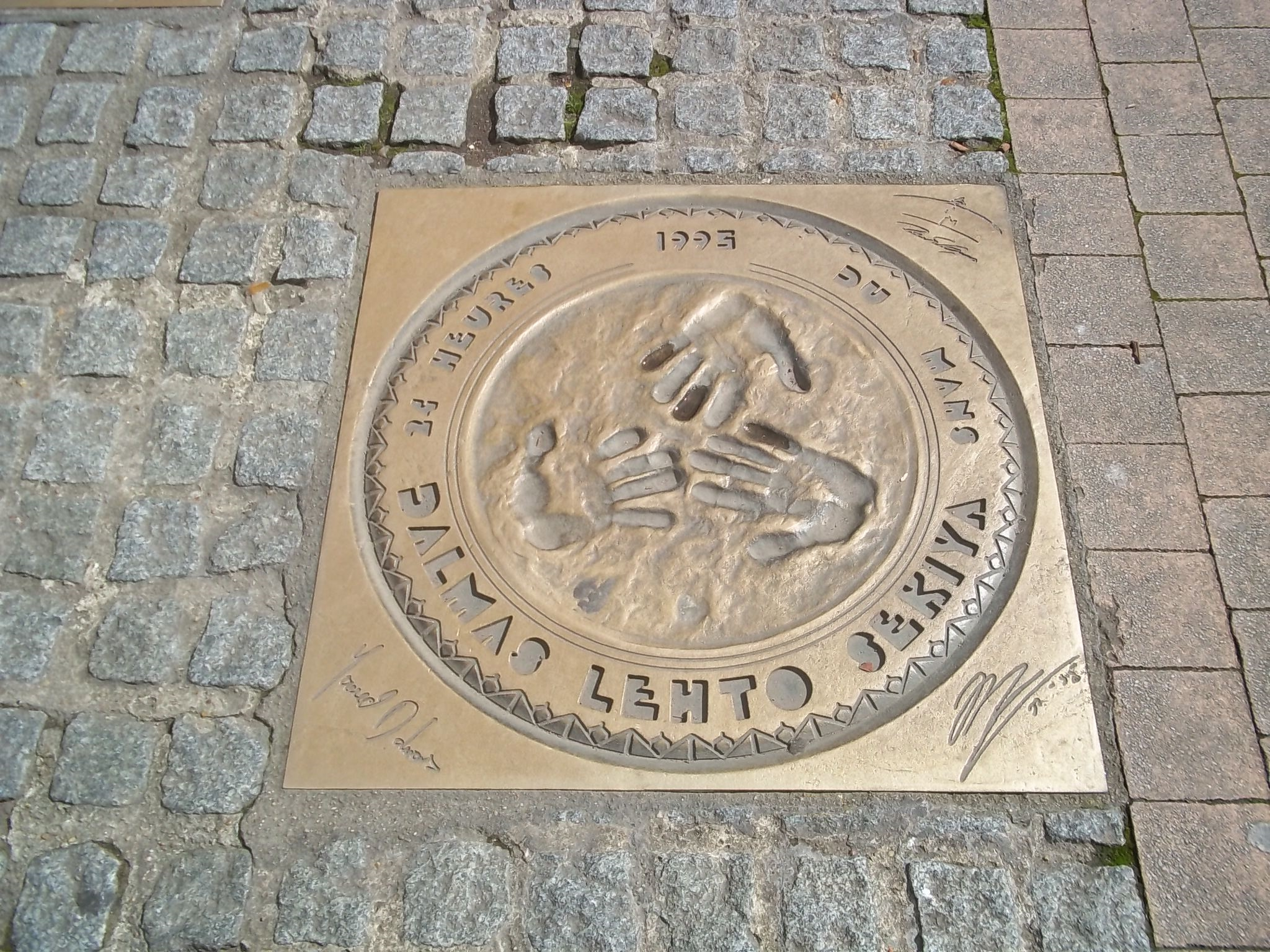
関谷の手形が納められた優勝記念プレート

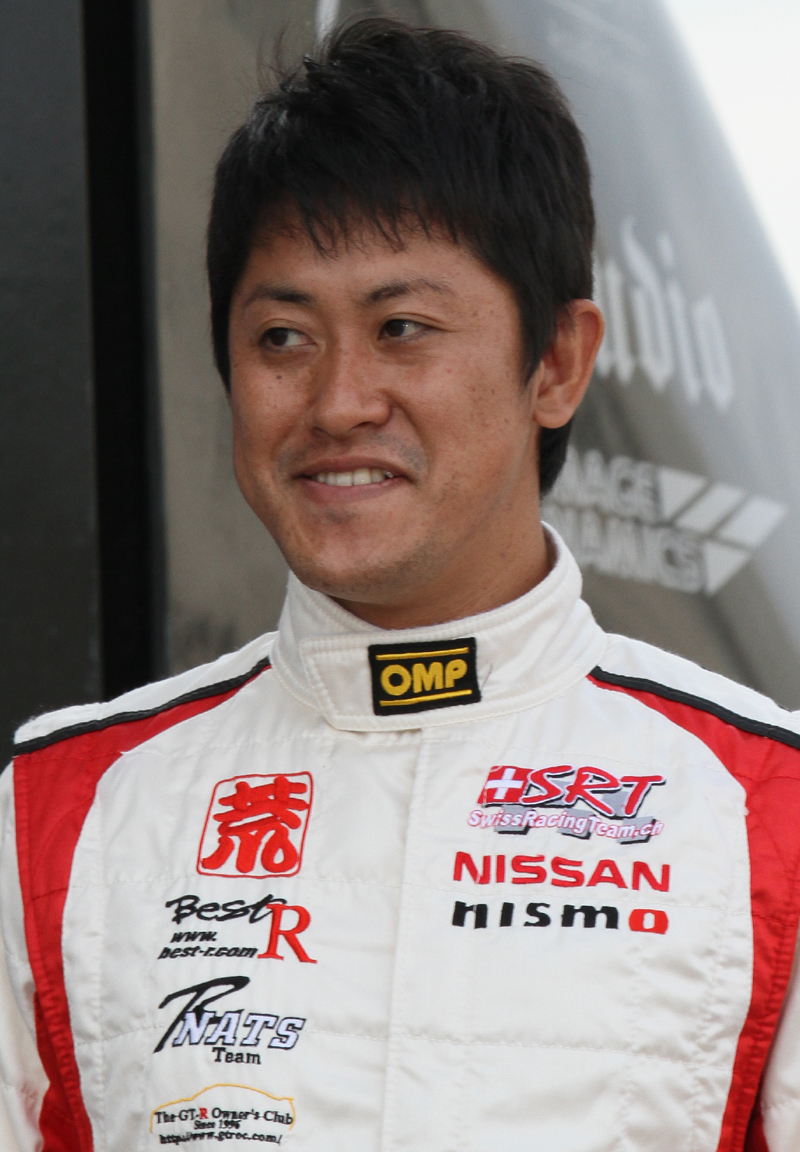
荒聖治（2010年）

- 1986年から1990年まで高橋国光がドイツ・クレマーレーシングのポルシェ・962Cで参戦。最高位は1988年の9位。当時の日本人最高位記録。
- 1987年には岡田秀樹がザウバーから参戦。リタイア。岡田は88年から90年までクレマーレーシングのポルシェで参戦、最高位は高橋国光と組んだ88年で9位。
- 1988年、米山二郎と福山英朗がADAエンジニアリング（ADA・03）から参戦し、総合18位でC2クラス2位に入賞している。片山右京もクラージュ・コンペティション（クーガー・C22）で、初参戦リタイア。
- 1989年では、粕谷俊二がクラージュ・コンペティション（クーガー・C20B）から参戦し、総合14位でC2クラス優勝を果たしている。またFromAレーシングがブルンとジョイントで参戦。レギュラードライバーの中谷明彦が初出場。この他、池谷勝則がチーム・デイビーのポルシェで参戦、15位完走。米山二郎がクラージュのクーガーC22で参戦、リタイア。
- 1990年、東名スポーツがメンテナンスし、その後1992年に全日本F3選手権のチャンピオンとなるアンソニー・レイドらがドライブするジ・アルファレーシングのポルシェ・962Cが3位表彰台を獲得する。トラストもポルシェ・962Cで初参戦、粕谷俊二もドライブ。13位で完走する。池谷勝則もデイビーから参戦、19位完走。
- 1991年にはシフトがメンテナンスするチーム・FEDCOのスパイスSE90C/DFR（長坂尚樹/見崎清志/横島久組）が12位で完走し、カテゴリー1クラス優勝を遂げる。トラストも2年連続参戦するが、残り1時間でリタイアとなった。また、AOレーシングが吉川とみ子他女性3名（リン・セント・ジェームズ、デジレ・ウィルソンら）での出場を目指しスパイスSE90C/DFRでエントリーするが、現地で吉川にはライセンスが発給されず、吉川の参戦は断念。代役の女性ドライバーで参戦するが、47周でリタイヤに終わる。この他、池谷勝則がチーム・デイビーのポルシェで、粕谷俊二がクラシック/TFRのスパイスでエントリーしていたが、いずれも予選落ちに。
- 1992年には、粕谷俊二、松田秀士がユーロレーシング（マシンはローラT92/10ジャッド）から参戦し、総合13位で完走。また、原田淳・吉川とみ子・嶋村健太らがチーム・ニッポン（登録名チェンバレン・エンジニアリング、マシンはスパイスSE90C/DFR）として参戦したが、こちらはチェッカーをうけたものの周回数不足（160Lap）で非完走（NC）となり結果表のリタイアしたチームの一番上に記載されている。
- 1993年には、コンラッドモータースポーツ（マシンはポルシェ911カレラ）から原田淳が、クラージュ・コンペティション（マシンはクラージュC30）から吉川とみ子が参戦したが、両方リタイアに終わっている。
- 1994年は、チーム・ニッポン（登録名ADAエンジニアリング、マシンはポルシェ962GTI）が原田淳・吉川とみ子・近藤真彦の3人で参戦したが、途中リタイア。
- 1995年には、1985年より参戦を続けてきた関谷正徳が、日本人ドライバーとして初の総合優勝 （マクラーレン F1 GTR /チーム・国際開発UK、ドライバーは関谷正徳、J.J.レート、ヤニック・ダルマス）を果たした。
- 1997年、チーム郷がマクラーレン F1 GTR LMで参戦。ドライバーは中谷明彦、土屋圭市、ゲイリー・アイルズ。決勝は88周リタイア。
- 1999年、チーム郷がBMW・V12 LMで参戦。ドライバーはヒロ松下、加藤寛規、中谷明彦。223周リタイア。
- 2000年にはテレビ朝日がチーム郷と共同で、"テレビ朝日・チーム龍(Dragon)"としてパノスLMP-1を2台エントリーさせている。当初はLM-GT2クラスにクライスラー・ヴァイパーを2台投入した"チーム虎(Tiger)"として、二つのクラスで出場を計画していたが、諸事情でLMP-1クラスのみのエントリーとなっている。予定していたドライバーには高橋国光、近藤真彦、関谷正徳らが予定され、ル・マン経験者を中心に布陣を固めた｢ドリームチーム｣として期待されていた。この時ドライバーとピットとの会話を中継するなど新しい試みが行われたが、レースに出場するエントラントでもあったため他チームのピットを取材しようとして拒否されるなどのトラブルもあった。またチームタイサンのポルシェ911GT3がLM-GTクラス優勝を達成している。
- 2001年、チーム郷がデンマークのデン・ブラ・エイビスとジョイントで参戦。マシンは童夢・S101。ドライバーはジョン・ニールセン、加藤寛規、キャスパー・エルガード。リタイア。
- 2002年から2004年にかけてKONDO Racingが横浜ゴムとジョイントし、童夢・S101でル・マンに参戦。近藤真彦や福田良・片山右京・加藤寛規らがステアリングを握ったが、2003年に総合13位に入ったのが唯一の完走。
- 2002年、チーム郷がアウディ・R8で参戦。ドライバーは加藤寛規、ヤニック・ダルマス、荒聖治。総合7位。
- 2003年、チーム郷がアウディ・R8で参戦。ドライバーは荒聖治、ヤン・マグヌッセン、マルコ・ヴェルナー。総合4位。
- 2004年にはチーム郷のアウディ・R8が日本のプライベーターとしては初めての総合優勝を果たした。同チームのドライバーの1人の荒聖治は、日本人として2人目の総合優勝。リナルド・カペッロ、トム・クリステンセンとドライブ。
- JLOC（日本ランボルギーニ・オーナーズ・クラブ）が、ランボルギーニワークスチームとして2006年のレースに、桧井保孝らのドライブで参戦したものの完走には至らなかった。2007年にも参戦したがフリー走行でクラッシュし、結局1周でレースを終えてしまっている。また2009年と2010年にも参戦したがリタイアに終わる。
- 2009年、チーム郷がポルシェ・RSスパイダーで参戦。ドライバーは荒聖治、国本京佑、サッシャ・マーセン。リタイア。
- その他に太田哲也が1993年～1996年まで、羽根幸浩が1995年に、鈴木隆司が1996年～1997年まで、それぞれプライベートチームからの出場を果たしている。
- 東海大学において林義正研究室（開発コース）でル・マン参戦のための車両が研究開発されていた。2002年頃からル・マン参戦車両開発に向けた先行実験車両が開発され、その動向が注目されていたが、2008年の大会に参戦する意向が正式に発表され、2月にエントリーが認められた。東海大学で設計し山形のYGKが製作した産学協同開発エンジンを、クラージュ・オレカ製シャシーを修正したものに搭載したマシンを使用したが、学生がメカニック作業に慣れていないなどの要因からトラブルが多発。メカニックについてR&D SPORTの支援を仰いだものの、結果は決勝185周リタイアに終わった。林が東海大を退官する関係から2012年に同プロジェクトは終了したが、林はYGKと共同で新たなル・マン参戦プロジェクトを立ち上げる方針である。
- 2016年にクリアウォーター・レーシングよりエントリー（フェラーリ・458GT2）した澤圭太が、LM-GTEアマクラスのポールポジションを獲得した。
- 2017年にMRレーシングよりエントリー（フェラーリ・488GTE）した石川資章が、2018年、2019年とLM-GTEアマクラスで参戦している。
- 2021年には青木拓磨がフランスのSRT41チームより特別枠で出場（マシンはオレカ07・ギブソン、ドライバーは青木拓磨、スヌーシー・ベン・マッサ、ナイジェル・バリー）[16][17]。334周、総合32位で完走している。
- 2021年に星野敏率いるD’station racingがLMGTE Amクラスに藤井誠暢が操るアストンマーティン・ヴァンテージで参戦し、クラス6位・総合33位で完走する[18][19]。2022年のFIA世界耐久選手権にも参戦中[20]。

## 日本での中継
日本では、株式会社マクランサ代表の林正史（株式会社童夢代表の林みのるの実弟）の企画により、1979年にTBSによる2時間番組「ルマン栄光への24時間」が全国放送された。同じく、林正史の企画・プロデュースにより1982年から1986年までテレビ朝日がダイジェスト版を放送し､ 1987年から2003年まで中継を行っていた。2004年と2005年は、CS放送のスカイパーフェクTV!でレース前後を含めた25時間完全生中継、スポーツ・アイ ESPN（後のJ sports ESPN）でも部分的に中継を行っていた。
2006年から2008年までは、CS放送のG+でダイジェスト版が放送された。2012年以降はBSスポーツ専門チャンネルのJ SPORTSがスタートから8時間とゴールまでの6時間の計14時間 の生中継を実施。さらに2017年には念願だった完全生中継を25時間30分に渡って実施されることになった。また、J SPORTSの契約者向けにスカパー!オンデマンドでの24時間ライブ配信を実施。2012年からは、日経CNBCが現地取材もとにした特別番組を放送。現地取材へは、谷中麻里衣が出向いている。

### テレビ朝日のテレビ中継
毎年原則として、スタート直前の日本時間土曜22時59分（現地時間15時59分）フォーメーションラップがメゾンブランツェに到達する頃放送開始、放送開始直後に出場する全マシンのスターティンググリッドがテロップで紹介され、スタートから2周ほどした後オープニングと提供クレジット、そこから1時間程中継し（ここまでがパート1とされた）日曜午前0時過ぎ頃にニュース等による中断を挟み、その後午前2時過ぎまでパート2を中継し、ニュース等での中断を挟んでパート3を午前5時まで（年によっては4時までの場合もあった）放送。その後日曜午後にパート4を1時間半程放送（2003年は放送されず）。ここまでが生中継。ゴールとなるパート5は遅延録画で日本時間日曜23時に放送開始し1時間半程中継、合計約9時間にも及ぶ長時間中継であった。
なおサッカー欧州選手権開催年にはスタート/ゴールが現地時間15時と1時間早まるため、日本でのスタート時の放送は録画であった。日本時間土曜23時に放送が開始された。
それぞれの時間帯がパートで分けられており、それに沿って実況するアナウンサーは交替していた。
競合する同業社が同じ番組を提供するということは当時の広告業界では禁忌とされていたが、非常に長時間に及ぶこの番組を成立させるためには競合する自動車メーカーや、タイヤメーカーの協力が必要不可欠であった。企画者の林正史が各メーカーを説得して廻り、日本ではじめて競合社が提供する番組が誕生した。
実況
- 東出甫（1987年）
- 朝岡聡（1987年）
- 森下桂吉（1987年、1994年）
- 三浦智和（1988 - 91年） - マツダの日本車初制覇を実況。
- 松苗慎一郎（1988 - 93年、1995 - 96年） - 関谷の日本人初優勝を実況。
- 大熊英司（1991 - 92年） - この後は、スタジオ司会を多く担当している。
- 田原浩史（1993年、1995 - 2003年）
- 飯村真一（1994年）
- 国吉伸洋（1997 - 2000年、2003年） - 2002年はスタジオ司会を担当。
- 中山貴雄（2001 - 02年）

解説
- 熊谷睦（1987 - 1990年、1992年） - 『オートスポーツ』編集長（当時）、91年はスタジオ解説を担当。
- 赤井邦彦（1987年）- モータージャーナリスト、ピットレポートも併せて担当した。
- 津々見友彦（1991 - 95年）-  90年はスタジオ解説を担当。
- 由良拓也（1995 - 2003年） - 長年に渡って解説を担当、参戦しているマシンを分析する「由良拓也が斬る!」というコーナーを持っていた。1995年はピットレポートを担当。
- 郷和道（2001年）

ピットリポーター
- ビル大友（1988 - 89年）
- 大石吾朗（1988年）
- 粕谷俊二（1993年、1996 - 2001年）
- 服部尚貴（1996年）
- 近藤真彦（1997年）
- 影山正彦（2002年）
- 飯田章（2003年）

現地リポート
- 篠田潤子（1992年）
- 田中真理子（1994年）
- 徳永有美（2000年）
- 石井希和（2001年）

ゲスト解説
- 高橋国光（1991 - 93年）
- 関谷正徳（1998 - 99年）
- 舘信秀（2001 - 03年）
- 飯田章（2001年）

現地ゲスト
- 松尾雄治（1987年)  -  実況席にゲストとして登場。
- 村上龍（1989年）
- 川島なお美（1990年） - 実況席にゲストとして登場。
- 酒井法子（1992年） - ピットバルコニーゲストとして登場。
- 岡本佳織（1994 - 1995年） - ピットリポートを担当した。
- MANISH（1996年） - この年のテーマソング（後述）を担当し、ピットバルコニーゲストとして登場。
- 伊達公子 (1999年)  -  ピットバルコニーゲストとして登場。
- 松岡充（SOPHIA）（2001年） - MANISHと同様、この年のテーマソング（後述）を担当。

スタジオゲスト
- 後藤新弥（日刊スポーツ）（1987 - 1988年）
- 大石吾朗（1989年）
- 三原じゅん子（1995年）
- 奥山道子（1995年）
- 藤島親方（2000年）

スタジオ司会
- 三好康之（1987 - 88年）
- 大熊英司（1989 - 90年、1993 - 97年、1999 - 2001年、2003年）
- 田原浩史（1991 - 92年）
- 中山貴雄（1998年）
- 国吉伸洋（2002年）
- 高橋享子（1990年）
- 佐藤紀子（1991年）
- 川瀬眞由美（1992年）
- 木下智佳子（1993年）
- 大下容子（1994 - 95年）
- 高橋真紀子（1996年）
- 下平さやか（1997 - 99年）
- 萩野志保子（2000年）
- 徳永有美（2001年）
- 石井希和（2002 - 03年）

歴代テーマ曲
1987 - 89年はタイアップ曲ではない（オープニングに曲名、アーティスト名の表示がない）。また1987 - 88年は提供スポンサー紹介時はテレビ朝日スポーツテーマが流れた。
また、1997年 - 99年のテーマ曲は、テレビ朝日で中継されていたインディ500中継とのダブルタイアップとなっていた。
- 1987年 - Jerry Goodman「Rockers」
- 1988年 - 3「Talkin' Bout」
- 1989年 - Genesis「Behind The Lines」
- 1990年 - 高中正義「Can You Feel It」
- 1991年 - 外道「龍神 〜空に舞う (1991 Version)」
- 1992年 - DIMENSION「Out Of Wind」
- 1993年 - FORCE「HUNAUDIERES」
- 1994年 - FORCE「DISTANT VIEW」
- 1995年 - DIMENSION「Land Breeze」
- 1996年 - MANISH「It's so Natural」
- 1997年 - ケン・イシイ「DRUMMELTER」
- 1998年 - CORNELIUS「Count 5,6,7,8」
- 1999年 - LUNA SEA「G.」
- 2000年 - 東儀秀樹「COOL RUN」
- 2001年 - SOPHIA「KURU KURU」
- 2002年 - SOPHIA「ROCK STAR」
- 2003年 - B'z「IT'S SHOWTIME!!」

### ラジオ中継
1990年、1991年に2年間、文化放送で中継された。
実況
- 扇一平（1990年 - 1991年）

## ル・マン24時間レースを主題にした映画・ドラマ・ゲーム
映画
- 栄光のル・マン（Le Mans、1971年、アメリカ）
- ミシェル・ヴァイヨン（2003年、フランス）
- フォードvsフェラーリ (2019年、アメリカ）
- グランツーリスモ (映画) (2023年、アメリカ）

ドラマ
- ル・マンへ熱き涙を（1992年、テレビ朝日）マツダの参戦記をドラマ化したもの。

レーザーディスク
- '84 24HEURES DU MANS（1984年、パイオニア、プロデューサー：林正史）

ビデオソフト
- エキサイティング ルマン（1984年、プロデューサー：林正史）
- 爆走モンスターマシン 24時間の記録
- ル・マン'82 爆走!モンスター・マシン（1982年、日本コロムビア、プロデューサー：川野真）
- DOME&TOM'S IN LE MANS '85（1985年、ファンハウス、プロデューサー：林正史）
- 24 HEURES DU MANS 1983（1983年、アドインターナショナル）
- Dramas of Le Mans 24Hours（1980年、東映芸能ビデオ）
- '86 LE MANS 24 HOURS RACE（1986年、デルタポイント）
- Le MANS 83（1983年、東映ビデオ、プロデュース DUKE marketing ltd）
- ル・マン カタログ'85（1985年、TDKコア）
- プロジェクトX〜挑戦者たち〜ロータリー 47士の闘い ～夢のエンジン 廃墟からの誕生～（2000年放送、DVD NHKエンタープライズ）

LP
- 24HEURES DU MANS 1983（1983年、Japan Records、プロデューサー：林正史）
- TINNA/DOME IS A CHILD'S DREAM（1979年、東芝EMI、プロデューサー：新田和長）
- 童夢ZERO RL（1979年、東芝EMI、プロデューサー：新田和長）
- FUNKY TRACK/鳴瀬喜博（1984年、徳間ジャパン、プロデューサー：林正史）
- DIGITAL EXPLOSION '83（1983年、東芝EMI、プロデューサー：林正史）

VHD
- DOME & TOM'S IN LE MANS '85（1985年、日本ビクター、プロデューサー：林正史）

CD
- 24 HEURES DU MANS 1983（1983年、Japan Records、プロデューサー：林正史）
- Hot & Long Battle LE MANS 24 HOURS '90（1990年、ポニーキャニオン）

小説
- 高斎正『ニッサンがルマンを制覇する時』徳間文庫 ISBN 978-4195775387
- 高斎正『お気に入りがルマンに優勝する時』徳間文庫 ISBN 978-4195792780
- 福野礼一郎『スーパーカーのル・マン』 - 『スーパーカー野郎』双葉社 ISBN 978-4575296983 に収録、1994年のル・マン24時間レースのパラレルワールド的作品
- ブルース・カーター　『栄光のポンコツ車』岩崎書店　ジュニアベストノベルズ第18巻　1975年刊行絶版、1930年台のベントレースピード６を駆って1950年台のスポーツカー相手にル・マンを戦う話。訳　斎藤伯好　画　伊藤梯夫

漫画
- 新谷かおる『白と黒の羊』
- 聖悠紀『ミルザンヌの嵐』主婦と生活社 ISBN 978-4391920086
- 廣谷章、川崎のぼる『日産は勝つ―'58オーストラリアラリーから'89ル・マンまで 男たち30年の挑戦』東急エージェンシー出版部 ISBN 978-4924664685

ゲーム
- ル・マン（1976年、アタリ）
- WECル・マン24（1986年、コナミ〈後のコナミデジタルエンタテインメント→後のコナミアミューズメント〉、開発はコアランドテクノロジー→後のバンプレスト→後のバンダイナムコエンターテインメント）
- ルマン24 (アーケードゲーム)（1997年、セガ〈後のセガ・インタラクティブ〉）
- チェッカーフラグ（1988年、コナミ〈後のコナミデジタルエンタテインメント〉、2面に収録）
- ル・マン24アワーズ（TEST DRIVE LE MANS、2001年、アタリ）日本ではドリームキャスト、PlayStation 2版はセガが販売。
- グランツーリスモ4（PS2）（2004年、ソニー・コンピュータエンタテインメント）以降のグランツーリスモシリーズの耐久レースで当レースを収録。

## 格言
昼夜を通して24時間走り続ける過酷なレース現場では予期せぬトラブルが発生することから、日本では「ル・マンには魔物が棲んでいる」との格言が生まれた。2016年には、初優勝を目指してトップを快走していたトヨタのマシンが車両故障のため、残り3分でポルシェに逆転された。